# I'm a Celebrity… Get Me Out of Here!
 (novembre 2022).
- Si vous ne connaissez pas le sujet, laissez ce bandeau (vous pouvez alors contacter les auteurs).
- Si vous supprimez le contenu mis en cause (vous pouvez préalablement contacter les auteurs),

argumentez précisément cette suppression dans la page de discussion
(un manque de référence n'est pas un argument ; une recherche réelle de référence doit avoir été effectuée, être formellement documentée).

I'm a Celebrity… Get Me Out of Here ! est une émission de télé-réalité britannique importée dans le monde entier. En France, l'émission est connue sous le titre Je suis une célébrité, sortez-moi de là ! ; une seconde adaptation francophone, québécoise celle-ci, est intitulée Sortez-moi d’ici.

## But du jeu
Plusieurs célébrités sont livrées à elles-mêmes dans la jungle et doivent surmonter des épreuves pour rapporter de l'argent à leurs associations respectives.
Légende :
- Vainqueur
- Deuxième place
- Troisième place
- Finaliste(s)
- En compétition
- Éliminé(e)
- Retour
- Abandon
- Exclusion
- Arrivé plus tard
- Invité(e)

## Au Royaume-Uni (2002- )
| Saison | Animateurs                          | Date de lancement | Date de la Finale | Jours au camp | Nombre de célébrités | Vainqueur           | Meilleur audimat (millions) | Moins bon audimat (millions) | Audience moyenne (millions) | Lieu de tournage                    |
| ------ | ----------------------------------- | ----------------- | ----------------- | ------------- | -------------------- | ------------------- | --------------------------- | ---------------------------- | --------------------------- | ----------------------------------- |
| 1      | Anthony McPartlin & Declan Donnelly | 25 août 2002      | 8 septembre 2002  | 15            | 8                    | Tony Blackburn      | 10.95                       | 6.14                         | 7.58                        | Tully (Queensland) Australie        |
| 2      | Anthony McPartlin & Declan Donnelly | 28 avril 2003     | 12 mai 2003       | 15            | 10                   | Phil Tufnell        | 12.75                       | 5.15                         | 8.55                        | Murwillumbah Australie              |
| 3      | Anthony McPartlin & Declan Donnelly | 26 janvier 2004   | 9 février 2004    | 16            | 10                   | Kerry Katona        | 14.99                       | 8.96                         | 11.02                       | Murwillumbah Australie              |
| 4      | Anthony McPartlin & Declan Donnelly | 21 novembre 2004  | 6 décembre 2004   | 18            | 11                   | Joe Pasquale        | 11.43                       | 7.04                         | 8.66                        | Murwillumbah Australie              |
| 5      | Anthony McPartlin & Declan Donnelly | 20 novembre 2005  | 5 décembre 2005   | 18            | 12                   | Carol Thatcher      | 12.35                       | 7.69                         | 9.42                        | Murwillumbah Australie              |
| 6      | Anthony McPartlin & Declan Donnelly | 13 novembre 2006  | 1er décembre 2006 | 19            | 12                   | Matt Willis         | 10.05                       | 6.97                         | 8.01                        | Murwillumbah Australie              |
| 7      | Anthony McPartlin & Declan Donnelly | 12 novembre 2007  | 30 décembre 2007  | 20            | 11                   | Christopher Biggins | 8.84                        | 5.00                         | 7.34                        | Murwillumbah Australie              |
| 8      | Anthony McPartlin & Declan Donnelly | 16 novembre 2008  | 5 décembre 2008   | 21            | 12                   | Joe Swash           | 10.19                       | 7.91                         | 8.78                        | Murwillumbah Australie              |
| 9      | Anthony McPartlin & Declan Donnelly | 15 novembre 2009  | 4 décembre 2009   | 21            | 13                   | Gino D'Acampo       | 10.86                       | 7.86                         | 9.37                        | Murwillumbah Australie              |
| 10     | Anthony McPartlin & Declan Donnelly | 14 novembre 2010  | 4 décembre 2010   | 21            | 13                   | Stacey Solomon      | 13.48                       | 6.68                         | 9.70                        | Murwillumbah Australie              |
| 11     | Anthony McPartlin & Declan Donnelly | 13 novembre 2011  | 3 décembre 2011   | 21            | 13                   | Dougie Poynter      | 11.80                       | 6.80                         | 9.74                        | Murwillumbah Australie              |
| 12     | Anthony McPartlin & Declan Donnelly | 11 novembre 2012  | 1er décembre 2012 | 21            | 12                   | Charlie Brooks      | 11.51                       | 7.81                         | 9.81                        | Murwillumbah Australie              |
| 13     | Anthony McPartlin & Declan Donnelly | 17 novembre 2013  | 8 décembre 2013   | 22            | 12                   | Kian Egan           | 13.05                       | 9.62                         | 11.14                       | Murwillumbah Australie              |
| 14     | Anthony McPartlin & Declan Donnelly | 16 novembre 2014  | 7 décembre 2014   | 23            | 12                   | Carl Fogarty        | 11.97                       | 9.21                         | 10.26                       | Murwillumbah Australie              |
| 15     | Anthony McPartlin & Declan Donnelly | 15 novembre 2015  | 6 décembre 2015   | 22            | 13                   | Vicky Pattison      | 11.32                       | 8.88                         | 9.86                        | Murwillumbah Australie              |
| 16     | Anthony McPartlin & Declan Donnelly | 13 novembre 2016  | 4 décembre 2016   | 22            | 12                   | Scarlett Moffatt    | 12.66                       | 9.21                         | 10.42                       | Murwillumbah Australie              |
| 17     | Anthony McPartlin & Declan Donnelly | 19 novembre 2017  | 10 décembre 2017  | 22            | 12                   | Georgia Toffolo     | 12.69                       | 8.88                         | 9.96                        | Murwillumbah Australie              |
| 18     | Declan Donnelly et Holly Willoughby | 18 novembre 2018  | 9 décembre 2018   | 22            | 11                   | Harry Redknapp      | 14.17                       | 9.83                         | 12.14                       | Murwillumbah Australie              |
| 19     | Anthony McPartlin & Declan Donnelly | 17 novembre 2019  | 8 décembre 2019   | 22            | 12                   | Jacqueline Jossa    | 13.17                       | 10.83                        | 10.59                       | Murwillumbah Australie              |
| 20     | Anthony McPartlin & Declan Donnelly | 15 novembre 2020  | 4 décembre 2020   | 20            | 12                   | Giovanna Fletcher   | 14.26                       | 6.73                         | 11.46                       | le château de Gwrych Pays de Galles |
| 21     | Anthony McPartlin & Declan Donnelly | 21 novembre 2021  | 12 décembre 2021  | 20            | 12                   | Danny Miller        | 11.06                       | 6.32                         | 7.59                        | le château de Gwrych Pays de Galles |
| 22     | Anthony McPartlin & Declan Donnelly | 6 novembre 2022   | 27 novembre 2022  | 22            | 12                   | Jill Scott          | 12.34                       | 10.36                        | 10.94                       | Murwillumbah Australie              |
| 23     | Anthony McPartlin & Declan Donnelly | 19 novembre 2023  | 10 décembre 2023  | 22            | 12                   | Sam Thompson        | 10.24                       | 7.32                         | 8.96                        | Murwillumbah Australie              |
| 24     | Anthony McPartlin & Declan Donnelly | 17 novembre 2024  | 8 décembre 2024   | 22            | 12                   |                     |                             |                              |                             | Murwillumbah Australie              |

Légende :

 Roi de la Jungle/du Château

 Reine de la Jungle/du Château

 Moins bon audimat (toute saisons confondus)

 Meilleure audimat (toute saisons confondus)
Notes :
- À ce jour, il y a eu 12 Rois et 10 Reines de la Jungle (du Château lors des saisons 20 et 21).
- Les dates de début et de fin sont également les dates de transmission d'ITV.
- En 2007 il est censé y avoir 12 célébrités, mais il n'y en aura que 11, du fait de l'abandon de Malcolm McLaren avant que l'émission commence.
- Les gagnants ont été couronnés roi ou reine de leur année respective.
- Christopher Biggins est le premier vainqueur à ne pas être arrivé le premier jour. En effet il est arrivé le 5e jour, lors de la saison 7 en 2007. C'est ensuite Vicky Pattison lors de la saison 15 en 2015 qui remporte l'aventure après être arrivée le 3e jour.
- C'est la saison 13 qui a connu le meilleur démarrage (en moyenne 12 millions de téléspectateurs et 47 % du public[1]). Elle est également la meilleure en termes d'audience moyenne (dépassant la saison 3). En 2018 le record est battu par la saison 18. C'est d'ailleurs la saison qui totalise la meilleure audience moyenne.
- En 2015 lors de la 15e saison, deux finalistes sur trois sont arrivées après les autres, le 3e jour. C'est la première fois que cela arrive dans l'histoire du programme. L'une d'elles remporte le jeu.
- En 2016, c’est la première fois qu’une femme remporte le jeu une saison après une autre gagnante. En 2017, c’est de nouveau une femme qui remporte le jeu.
- En 2020 c'est la première fois que l'émission n'est pas tourné en Australie. Cela est dû à la Pandémie de Covid-19.

### Saison 1 (2002)

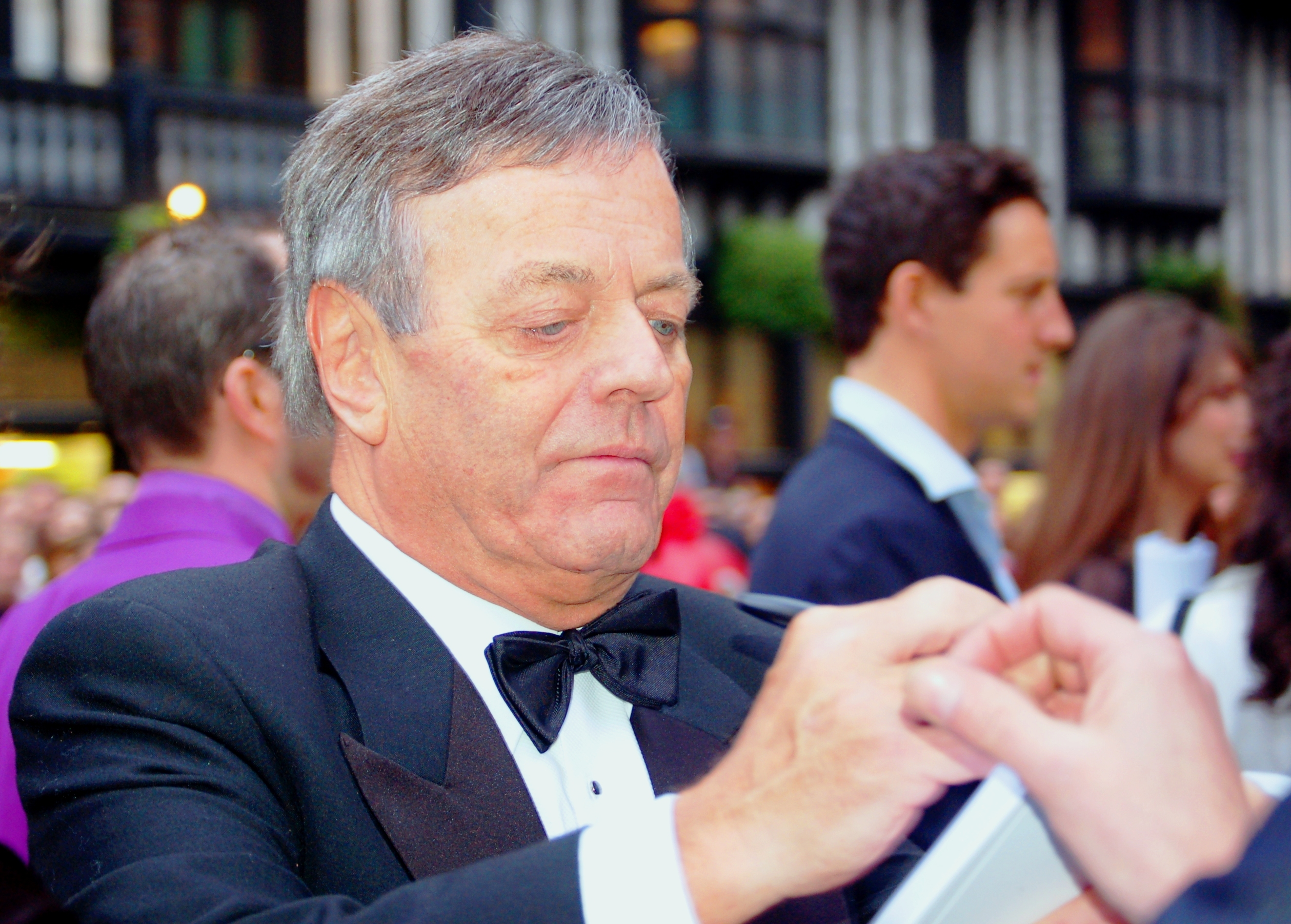
Tony Blackburn, premier vainqueur dI'm a Celebrity

L'émission est diffusée du 25 août 2002 au 8 septembre 2002.
| Candidat              | Occupation                                  | Arrivée | Départ  | Statut    |
| --------------------- | ------------------------------------------- | ------- | ------- | --------- |
| Tony Blackburn        | DJ                                          | Jour 1  | Jour 15 | Vainqueur |
| Tara Palmer-Tomkinson | Animatrice de télévision                    | Jour 1  | Jour 15 | Deuxième  |
| Christine Hamilton    | Écrivaine                                   | Jour 1  | Jour 14 | Troisième |
| Nell McAndrew         | Mannequin ayant incarné Lara Croft          | Jour 1  | Jour 13 | Éliminée  |
| Rhona Cameron         | Comédienne                                  | Jour 1  | Jour 12 | Éliminée  |
| Darren Day            | Chanteur, acteur et animateur de télévision | Jour 1  | Jour 11 | Éliminé   |
| Nigel Benn            | Champion de boxe                            | Jour 1  | Jour 10 | Éliminé   |
| Uri Geller            | Animateur de télévision israélien           | Jour 1  | Jour 9  | Éliminé   |

### Saison 2 (2003)

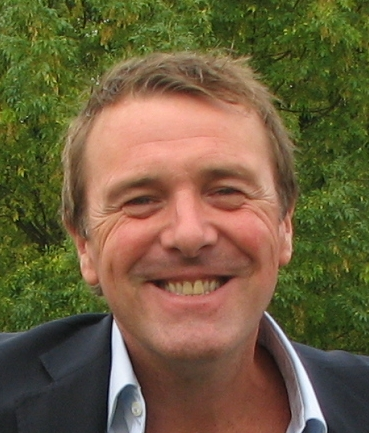
Phil Tufnell, vainqueur de la deuxième saison dI'm a Celebrity

L'émission est diffusée du 28 avril 2003 au 12 mai 2003.
| Candidat                 | Occupation                          | Arrivée | Départ  | Statut    |
| ------------------------ | ----------------------------------- | ------- | ------- | --------- |
| Phil Tufnell             | Ancien joueur de golf               | Jour 1  | Jour 15 | Vainqueur |
| John Fashanu             | Ancien footballeur                  | Jour 1  | Jour 15 | Deuxième  |
| Linda Barker             | Animatrice de télévision            | Jour 1  | Jour 15 | Troisième |
| Wayne Sleep              | Danseur                             | Jour 1  | Jour 14 | Éliminé   |
| Anthony Worrall Thompson | Chef cuisinier                      | Jour 1  | Jour 13 | Éliminé   |
| Toyah Willcox            | Actrice et chanteuse                | Jour 1  | Jour 12 | Éliminée  |
| Catalina Guirado         | Mannequin                           | Jour 1  | Jour 11 | Éliminée  |
| Chris Bisson             | Acteur                              | Jour 1  | Jour 10 | Éliminé   |
| Daniella Westbrook       | Actrice et animatrice de télévision | Jour 1  | Jour 9  | Abandon   |
| Siân Lloyd               | Animatrice de télévision            | Jour 1  | Jour 8  | Éliminée  |

- Daniella participera en 2016 à Celebrity Big Brother 17. Elle a également été marié à Brian Harvey, candidat de la saison 4.
- Wayne participera en 2018 à Celebrity Big Brother 21.
- John participera en 2020 à Celebrity SAS: Who Dares Wins, avec notamment Katie Price des saisons 3 et 9.

### Saison 3 (2004)

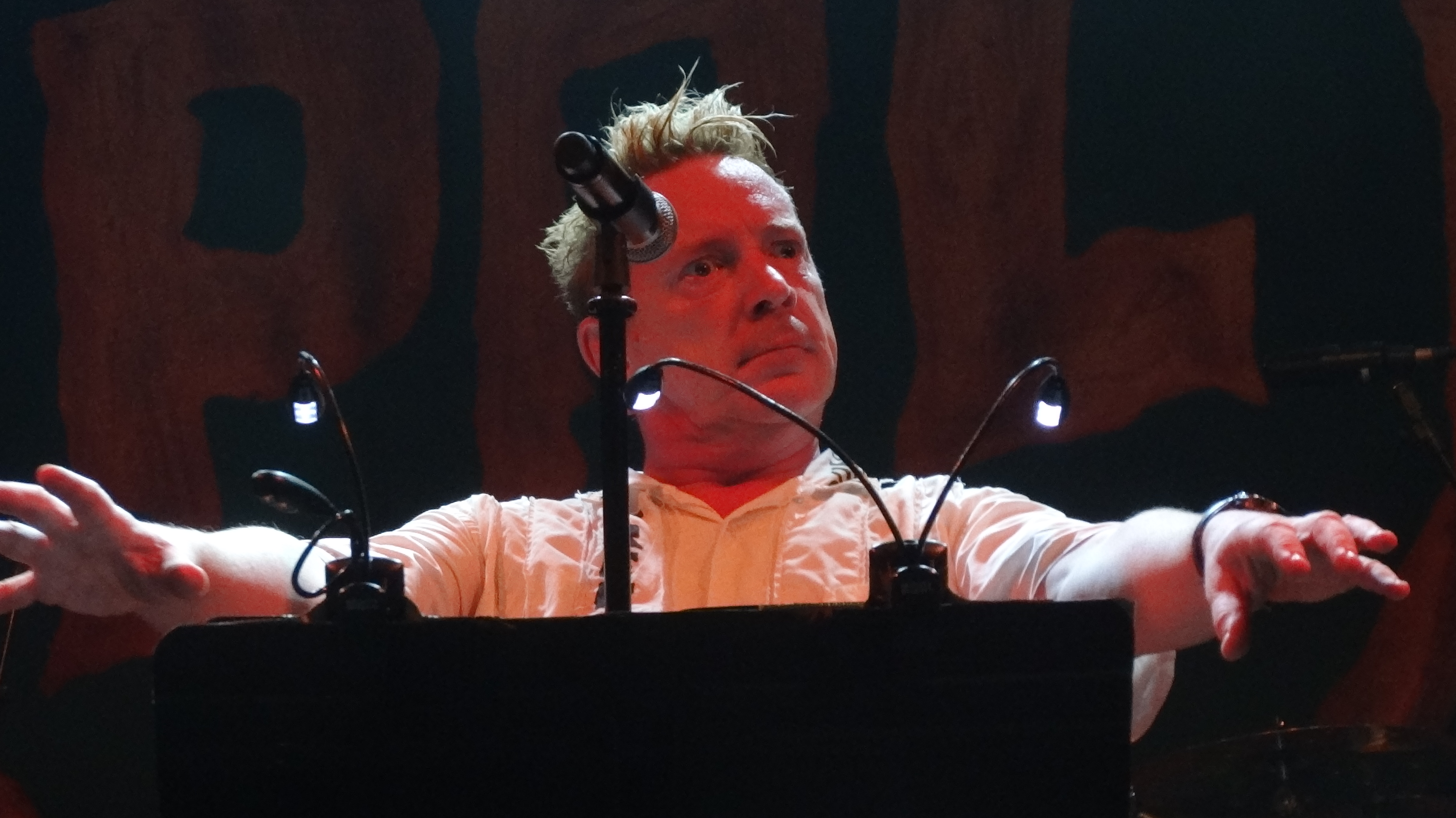
John Lydon, candidat de la troisième saison dI'm a Celebrity

L'émission est diffusée du 26 janvier 2004 au 9 février 2004.
| Candidat                                          | Occupation                                                                              | Arrivée | Départ  | Statut    |
| ------------------------------------------------- | --------------------------------------------------------------------------------------- | ------- | ------- | --------- |
| Kerry Katona                                      | Membre du groupe Atomic Kitten                                                          | Jour 1  | Jour 16 | Vainqueur |
| Jennie Bond                                       | Ancienne correspondante pour la BBC                                                     | Jour 1  | Jour 16 | Deuxième  |
| Peter Andre                                       | Chanteur                                                                                | Jour 1  | Jour 16 | Troisième |
| Charles Ronald George Nall-Cain, 3e baron Brocket | Aristocrate, propriétaire d'entreprise, présentateur de télévision et criminel condamné | Jour 1  | Jour 15 | Éliminé   |
| Katie "Jordan" Price                              | Mannequin et personnalité de la télévision                                              | Jour 1  | Jour 14 | Éliminée  |
| Alex Best                                         | Seconde épouse du footballeur George Best                                               | Jour 1  | Jour 13 | Éliminée  |
| John Lydon                                        | Ancien membre des Sex Pistols                                                           | Jour 1  | Jour 11 | Abandon   |
| Neil Ruddock                                      | Ancien footballeur                                                                      | Jour 1  | Jour 11 | Éliminé   |
| Diane Modhal                                      | Athlète                                                                                 | Jour 1  | Jour 10 | Éliminée  |
| Mike Read                                         | DJ                                                                                      | Jour 1  | Jour 9  | Éliminé   |

- Kerry a participé en 2011 à Dancing One Ice 6 et à Celebrity Big Brother 8.
- Neil a participé en 2013 à Celebrity Big Brother 11.
- "Jordan" alias Katie Price a de nouveau participé au jeu en 2009 lors de la 9e saison, et a remporté la 15e saison de Celebrity Big Brother en janvier 2015. Elle participera en 2020 à Celebrity SAS: Who Dares Wins.
- Peter a participé en 2015 à la saison 13 de Strictly Come Dancing.

### Saison 4 (2004)

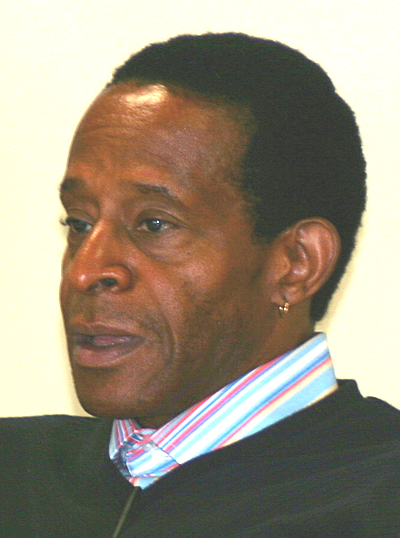
Antonio Fargas, candidat dI'm a Celebrity 4

L'émission est diffusée du 21 novembre 2004 au 6 décembre 2004.
| Candidat            | Occupation                                            | Arrivée | Départ  | Statut    |
| ------------------- | ----------------------------------------------------- | ------- | ------- | --------- |
| Joe Pasquale        | Comédien                                              | Jour 1  | Jour 18 | Vainqueur |
| Paul Burrell        | Ancien fonctionnaire de la famille royale britannique | Jour 1  | Jour 18 | Deuxième  |
| Fran Cosgrave       | Ancien fiancé de Jodie Marsh                          | Jour 1  | Jour 18 | Troisième |
| Janet Street-Porter | Journaliste                                           | Jour 1  | Jour 17 | Éliminée  |
| Sophie Anderton     | Mannequin                                             | Jour 1  | Jour 15 | Éliminée  |
| Sheila Ferguson     | Chanteuse                                             | Jour 1  | Jour 14 | Éliminée  |
| Antonio Fargas      | Acteur dont Starsky et Hutch                          | Jour 1  | Jour 13 | Éliminé   |
| Vic Reeves          | Comédien                                              | Jour 5  | Jour 12 | Éliminé   |
| Nancy Sorrell       | Mannequin                                             | Jour 1  | Jour 11 | Éliminée  |
| Natalie Appleton    | Chanteuse canadienne                                  | Jour 1  | Jour 10 | Abandon   |
| Brian Harvey        | Membre de East 17                                     | Jour 2  | Jour 7  | Abandon   |

- Nancy et Vic sont mariés
- Sophie participera en 2015 à Celebrity Big Brother.
- Paul participera en 2018 à la quatrième saison australienne.

### Saison 5 (2005)

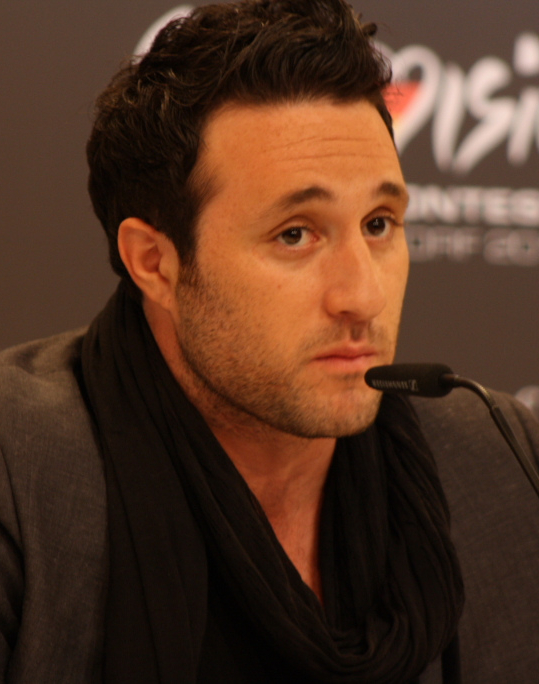
Anthony Costa, candidat dI'm a Celebrity 5

L'émission est diffusée du 20 novembre 2005 au 5 décembre 2005.
| Candidat         | Occupation                                     | Arrivée | Départ  | Statut    |
| ---------------- | ---------------------------------------------- | ------- | ------- | --------- |
| Carol Thatcher   | Journaliste et fille de Margaret Thatcher      | Jour 1  | Jour 18 | Vainqueur |
| Sheree Murphy    | Actrice et femme de Harry Kewell               | Jour 1  | Jour 18 | Deuxième  |
| Sid Owen         | Acteur de télévision                           | Jour 1  | Jour 18 | Troisième |
| Jimmy Osmond     | Chanteur, acteur et homme d'affaires américain | Jour 1  | Jour 17 | Éliminé   |
| Bobby Ball       | Humoriste                                      | Jour 6  | Jour 16 | Éliminé   |
| Antony Costa     | Ancien membre des Blue                         | Jour 1  | Jour 15 | Éliminé   |
| Jenny Brost      | Ancienne membre des Atomic Kitten              | Jour 1  | Jour 14 | Éliminée  |
| David Dickinson  | Animateur de télévision                        | Jour 1  | Jour 14 | Éliminé   |
| Kimberley Davies | Actrice                                        | Jour 1  | Jour 11 | Abandon   |
| Jilly Goolen     | Critique de cuisine                            | Jour 1  | Jour 11 | Éliminée  |
| Tommy Cannon     | Humoriste                                      | Jour 6  | Jour 10 | Éliminé   |
| Elaine Lordan    | Actrice de télévision                          | Jour 1  | Jour 1  | Abandon   |

- Bobby et Tommy forment un duo comique.
- Jimmy est le frère de Marie Osmond et Donny Osmond, tous deux candidats à Dancing with the Stars US.

### Saison 6 (2006)

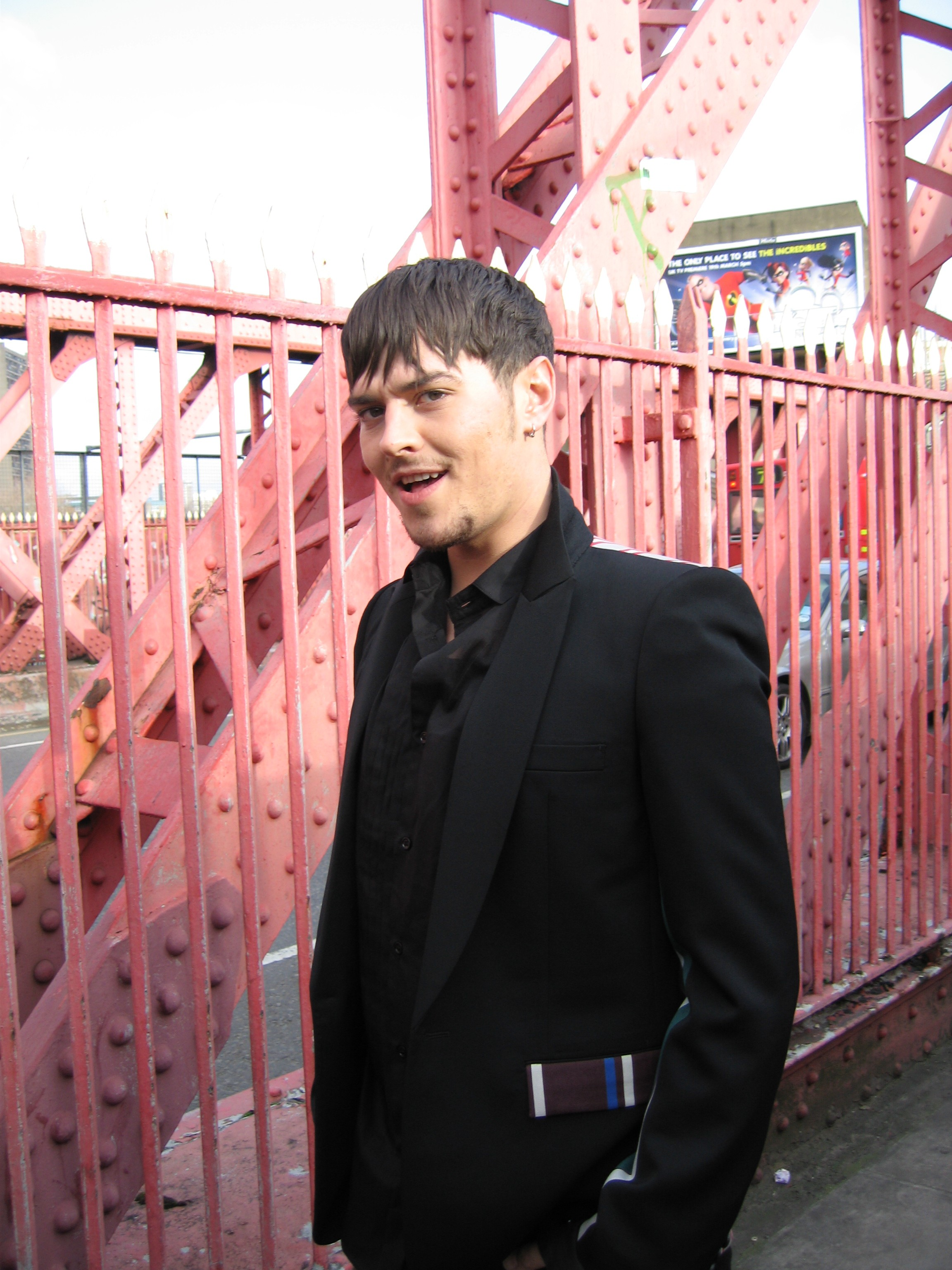
Matt Willis, vainqueur dI'm a Celebrity 6

L'émission est diffusée du 13 novembre 2006 au 1er décembre 2006.
À partir de cette saison, les célébrités sont réparties en deux camps de vie durant les premiers jours d'aventures dans la jungle.
Quinze ans plus tard, en 2021, Myleene et Jason, se retrouvent en compétition dans la Dancing on Ice.
| Candidat         | Occupation                                        | Arrivée | Départ  | Statut    |
| ---------------- | ------------------------------------------------- | ------- | ------- | --------- |
| Matt Willis      | Membre du groupe Busted                           | Jour 1  | Jour 19 | Vainqueur |
| Myleene Klass    | Mannequin, actrice et animatrice de télévision    | Jour 1  | Jour 19 | Deuxième  |
| Jason Donovan    | Chanteur et acteur australien                     | Jour 1  | Jour 19 | Troisième |
| David Gest       | Producteur américain et ex-mari de Liza Minnelli  | Jour 1  | Jour 18 | Éliminé   |
| Dean Gaffney     | Acteur de télévision                              | Jour 1  | Jour 18 | Éliminé   |
| Jan Leeming      | Animatrice de télévision et de radio              | Jour 5  | Jour 17 | Éliminée  |
| Malandra Burrows | Actrice                                           | Jour 1  | Jour 16 | Éliminée  |
| Phina Oruch      | Actrice                                           | Jour 6  | Jour 15 | Éliminée  |
| Lauren Booth     | Mannequin et journaliste                          | Jour 1  | Jour 14 | Éliminée  |
| Faith Brown      | Actrice, chanteuse, comédienne et impressionniste | Jour 1  | Jour 13 | Éliminée  |
| Scott Henshall   | Designer                                          | Jour 1  | Jour 12 | Éliminé   |
| Toby Anstis      | Animateur de radio                                | Jour 1  | Jour 11 | Éliminé   |

- David participera en 2016 à la saison 17 de Celebrity Big Brother UK.

### Saison 7 (2007)

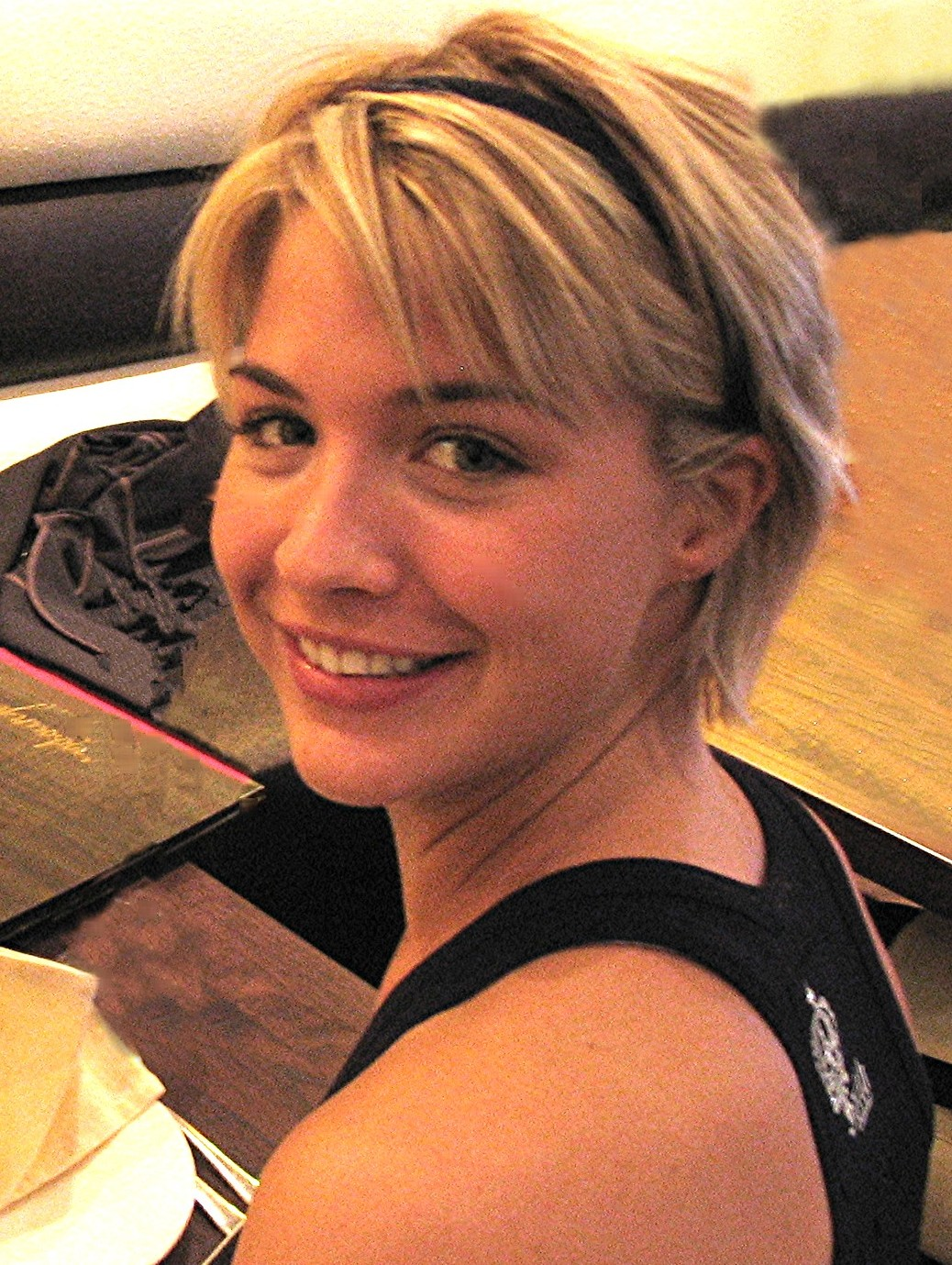
Gemma Atkinson, candidate dI'm a Celebrity 7

L'émission est diffusée du 12 novembre 2007 au 30 novembre 2007.
C'est la première fois qu'une célébrité entrée après le lancemenent remporte l'émission.
| Candidat              | Occupation                                  | Arrivée | Départ  | Statut    |
| --------------------- | ------------------------------------------- | ------- | ------- | --------- |
| Christopher Biggins   | Acteur                                      | Jour 5  | Jour 20 | Vainqueur |
| Janice Dickinson      | Ancienne mannequin et vedette de télévision | Jour 1  | Jour 20 | Deuxième  |
| Jason "J" Brown       | Membre du groupe Five                       | Jour 1  | Jour 20 | Troisième |
| Cerys Matthews        | Chanteuse                                   | Jour 1  | Jour 19 | Éliminé   |
| Gemma Atkinson        | Mannequin et actrice                        | Jour 1  | Jour 18 | Éliminée  |
| Anna Ryder Richardson | Animatrice de télévision                    | Jour 1  | Jour 16 | Éliminée  |
| Rodney Marsh          | Ancien footballeur                          | Jour 1  | Jour 15 | Éliminé   |
| John Burton Race      | Chef cuisinier                              | Jour 1  | Jour 14 | Éliminé   |
| Lynne Franks          | Chef de relation public                     | Jour 1  | Jour 13 | Éliminé   |
| Katie Hopkins         | Vedette de télévision                       | Jour 2  | Jour 12 | Éliminée  |
| Marc Bannerman        | Acteur                                      | Jour 1  | Jour 11 | Éliminé   |
| Malcolm McLaren       | Manager des Sex Pistols                     | Jour 0  | Jour 0  | Abandon   |

- Katie a participé à The ApprenticeUK en 2006, et à Celebrity Big Brother 15 en 2015 (ou elle arrivera deuxième derrière Katie Price des saisons 3 et 9).
- Malcolm a abandonné l'aventure avant de commencer le jeu.
- Janice a participé pendant l'été 2009 à la deuxième saison américaine de ce jeu.
- Gemma participera dix ans plus tard à Strictly Come Dancing 15, en 2017.

### Saison 8 (2008)

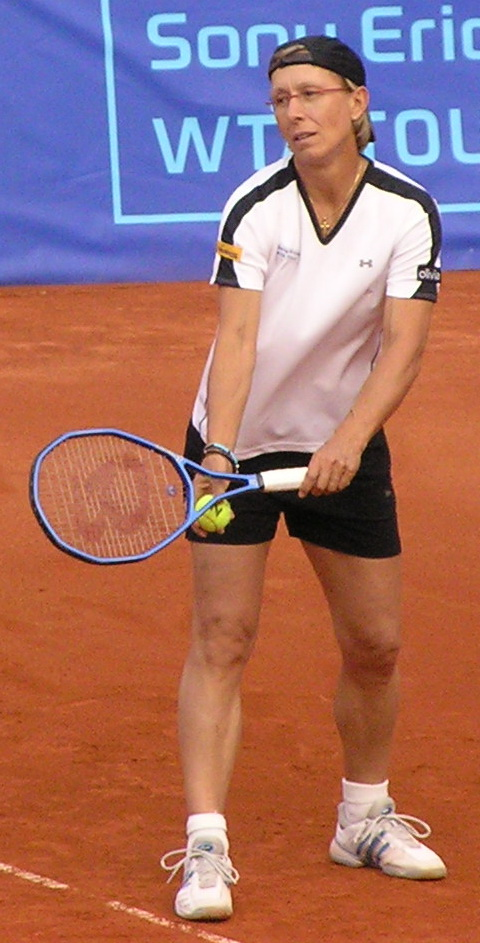
Martina Navratilova, finaliste dI'm a Celebrity 8

L'émission est diffusée du 16 novembre 2008 au 5 décembre 2008.
| Candidat            | Occupation                                                  | Arrivée | Départ  | Statut    |
| ------------------- | ----------------------------------------------------------- | ------- | ------- | --------- |
| Joe Swash           | Acteur                                                      | Jour 1  | Jour 21 | Vainqueur |
| Martina Navrátilová | Championne de tennis américaine dont plusieurs Grand Chelem | Jour 1  | Jour 21 | Deuxième  |
| George Takei        | Acteur américain dont Star Trek                             | Jour 1  | Jour 21 | Troisième |
| David Van Day       | Membre du groupe Dollar                                     | Jour 5  | Jour 20 | Éliminé   |
| Simon Webbe         | Membre du groupe Blue                                       | Jour 1  | Jour 19 | Éliminé   |
| Nicola McLean       | Mannequin glamour                                           | Jour 1  | Jour 18 | Éliminée  |
| Brian Paddick       | Homme politique                                             | Jour 1  | Jour 17 | Éliminé   |
| Esther Rantzen      | Animatrice de télévision                                    | Jour 1  | Jour 16 | Éliminée  |
| Timmy Mallett       | Animateur de télévision                                     | Jour 5  | Jour 15 | Éliminé   |
| Carly Zucher        | Mariée au joueur de football Joe Cole                       | Jour 1  | Jour 14 | Éliminée  |
| Dani Behr           | Animatrice de télévision, mannequin et chanteuse            | Jour 1  | Jour 13 | Éliminée  |
| Robert Kilroy-Silk  | Homme politique et animateur de télévision                  | Jour 1  | Jour 12 | Éliminé   |

- Nicola participe en 2012 et 2017 à Celebrity Big Brother 9 et 19 sur Channel 5.
- Martina participe en 2012 à Dancing with the Stars 14 US sur ABC.
- George participe en 2012 à The Celebrity Apprentice 5 sur NBC.

### Saison 9 (2009)

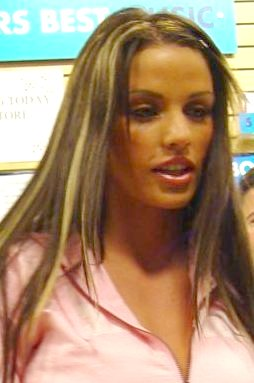
Katie Price, seule candidate à avoir participé deux fois au jeu (saison 3 et 9)

L'émission est diffusée du 15 novembre 2009 au 4 décembre 2009.
- Katie participe pour la deuxième fois à l’émission. Elle était candidate lors de la 3e saison en 2004.
- Justin et Colin sont en couple.

| Candidat           | Occupation                        | Arrivée | Départ  | Statut    |
| ------------------ | --------------------------------- | ------- | ------- | --------- |
| Gino d'Acampo      | Chef cuisinier                    | Jour 1  | Jour 21 | Vainqueur |
| Kim Woodburn       | Animatrice de télévision          | Jour 1  | Jour 21 | Deuxième  |
| Jimmy White        | Joueur de snooker                 | Jour 1  | Jour 21 | Troisième |
| Justin Ryan        | Animateur de télévision, designer | Jour 1  | Jour 20 | Éliminé   |
| Stuart Manning     | Acteur                            | Jour 1  | Jour 19 | Éliminé   |
| Sabrina Washington | Chanteuse                         | Jour 1  | Jour 18 | Éliminée  |
| George Hamilton    | Comédien                          | Jour 1  | Jour 17 | Abandon   |
| Joe Bugner         | Ancien boxeur                     | Jour 4  | Jour 16 | Éliminé   |
| Samantha Fox       | Chanteuse                         | Jour 1  | Jour 14 | Éliminée  |
| Colin McAllister   | Animateur de télévision, designer | Jour 1  | Jour 11 | Éliminé   |
| Lucy Benjamin      | Actrice                           | Jour 1  | Jour 10 | Éliminée  |
| Katie Price        | Personnalité médiatique           | Jour 2  | Jour 9  | Abandon   |
| Camilla Dallerup   | Danseuse et chorégraphe           | Jour 1  | Jour 4  | Abandon   |

- George a participé à Dancing with the Stars US. Son ancienne femme, Alana Stewart, a participé à la première saison américaine en 2003.
- Lucy a remporté l'édition de The X-Factor spéciale célébrité.
- Camilla est danseuse dans Strictly Come Dancing, et sera par la suite juge de la version en Nouvelle-Zéalande.
- Katie remportera en 2015 Celebrity Big Brother UK, et participera en 2020 à Celebrity SAS: Who Dares Wins.

### Saison 10 (2010)

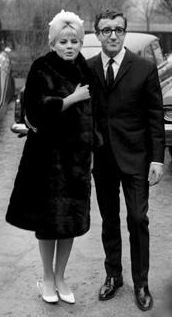
Britt Ekland, candidate dI'm a Celebrity 10
(ici en 1964 avec son mari Peter Sellers)

L'émission est diffusée du 14 novembre au 4 décembre 2010.
| Candidat         | Occupation                                 | Arrivée | Départ  | Statut    |
| ---------------- | ------------------------------------------ | ------- | ------- | --------- |
| Stacey Solomon   | Chanteuse et écrivaine                     | Jour 1  | Jour 21 | Vainqueur |
| Shaun Ryder      | Ancien membre des Happy Mondays            | Jour 1  | Jour 21 | Deuxième  |
| Jenny Eclair     | Comédienne                                 | Jour 4  | Jour 20 | Troisième |
| Dom Joly         | Comédien                                   | Jour 4  | Jour 19 | Éliminé   |
| Kayla Collins    | Mannequin Playboy                          | Jour 1  | Jour 19 | Éliminée  |
| Aggro Santos     | Rappeur                                    | Jour 1  | Jour 18 | Éliminé   |
| Linford Christie | Champion olympique                         | Jour 1  | Jour 17 | Éliminé   |
| Gillian McKeith  | Animatrice de télévision                   | Jour 1  | Jour 16 | Éliminée  |
| Britt Ekland     | Actrice suédoise ayant été James Bond girl | Jour 1  | Jour 15 | Éliminée  |
| Alison Hammond   | Personnalité de télévision                 | Jour 6  | Jour 14 | Éliminée  |
| Lembit Opik      | Homme politique                            | Jour 1  | Jour 13 | Éliminé   |
| Sheryl Gascoigne | Ancienne femme de Paul Gascoigne           | Jour 1  | Jour 12 | Éliminée  |
| Nigel Havers     | Acteur                                     | Jour 1  | Jour 9  | Abandon   |

- Stacey a été la finaliste de The X-Factor 6 en 2009.
- Alison a été candidate à Big Brother 3 en 2002.

### Saison 11 (2011)

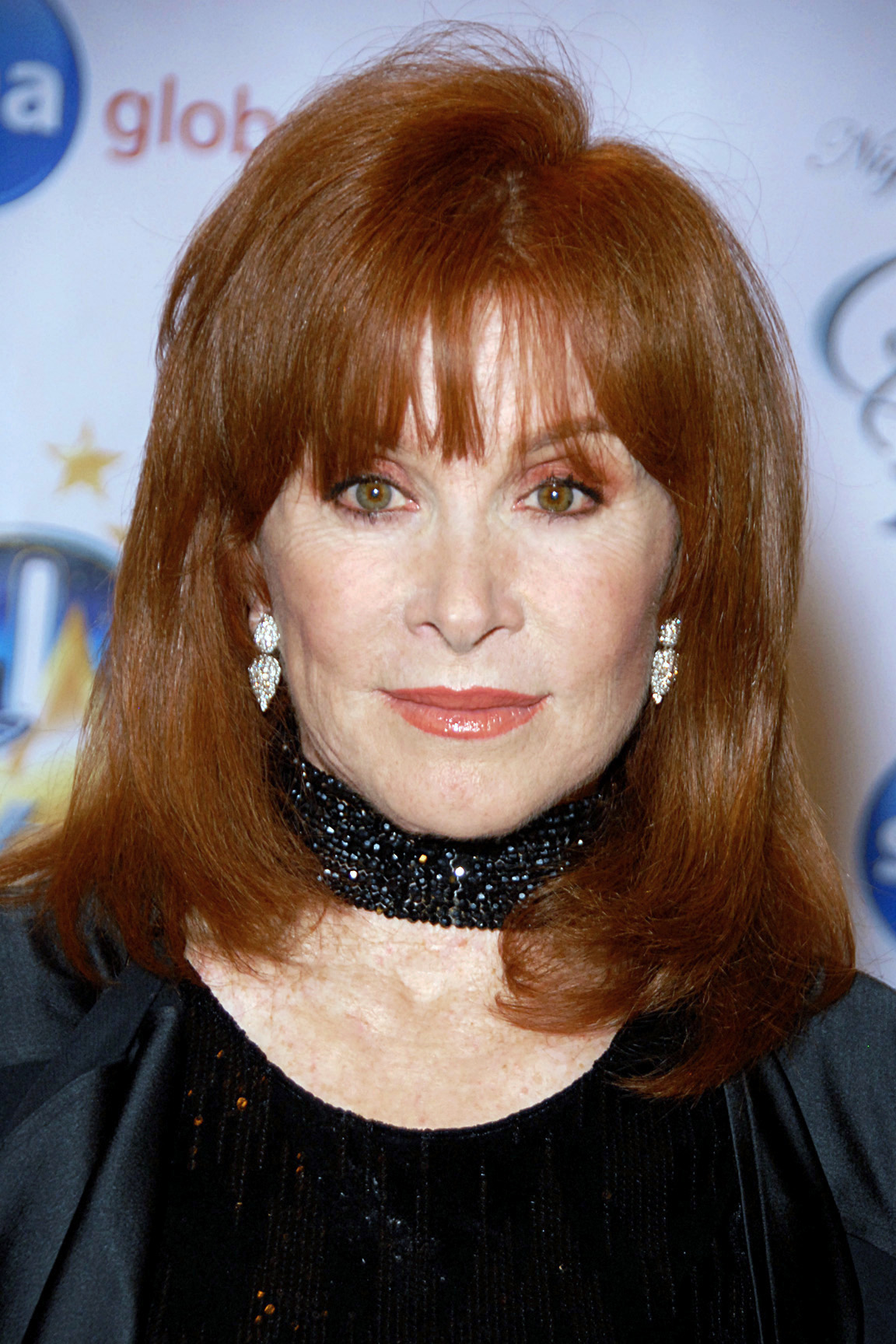
Stefanie Powers, première éliminée dI'm a Celebrity 11

L'émission est diffusée du 13 novembre au 3 décembre 2011.
Le 9 mai 2019 Freddie Starr décède.
| Candidat             | Occupation                                     | Arrivée | Départ  | Statut    |
| -------------------- | ---------------------------------------------- | ------- | ------- | --------- |
| Dougie Poynter       | Membre du groupe McFly                         | Jour 1  | Jour 21 | Vainqueur |
| Mark Wright          | Vedette de télé réalité                        | Jour 1  | Jour 21 | Deuxième  |
| Fatima Whitbread     | Ancienne athlète                               | Jour 1  | Jour 20 | Troisième |
| Anthony Cotton       | Acteur (dont Coronation Street)                | Jour 1  | Jour 20 | Éliminé   |
| Willie Carson        | Ancien jockey                                  | Jour 1  | Jour 19 | Éliminé   |
| Crissy Rock          | Ours d'argent de la meilleure actrice 1994     | Jour 1  | Jour 18 | Éliminée  |
| Emily Scott          | Mannequin glamour et DJ australienne           | Jour 5  | Jour 17 | Éliminée  |
| Jessica-Jane Clement | Mannequin et animatrice de télévision          | Jour 1  | Jour 16 | Éliminée  |
| Lorraine Chase       | Actrice de télévision                          | Jour 1  | Jour 15 | Éliminée  |
| Pat Sharp            | DJ, animateur de télévision et radio           | Jour 3  | Jour 14 | Éliminé   |
| Sinitta              | Chanteuse                                      | Jour 3  | Jour 13 | Éliminée  |
| Stefanie Powers      | Actrice américaine dont Pour l'amour du risque | Jour 1  | Jour 12 | Éliminée  |
| Freddie Starr        | Comédien et chanteur                           | Jour 1  | Jour 3  | Abandon   |

- Mark faisait partie de la série-réalité The Only Way Is Essex sur ITV2, mais a quitté le show à la fin de la saison 3, en 2011.
- Sinitta a participé à Cirque de célébrité 1 en 2006, et Dancing On Ice 5 en 2010.
- Emily a participé à Love Island 2 en 2006, à Cirque de célébrité 2 en 2007, et à Dancing with the Stars 9 (version australienne) en 2009.
- Lorraine participera à Celebs on the Farm en 2018.

### Saison 12 (2012)
La diffusion débute le 11 novembre 2012 et se termine le 1er décembre 2012.
| Candidat         | Occupation                                               | Arrivée | Départ  | Statut    |
| ---------------- | -------------------------------------------------------- | ------- | ------- | --------- |
| Charlie Brooks   | Actrice de télévision (EastEnders)                       | Jour 1  | Jour 21 | Vainqueur |
| Ashley Roberts   | Chanteuse et ancienne Pussycat Dolls                     | Jour 1  | Jour 21 | Deuxième  |
| David Haye       | Boxeur                                                   | Jour 1  | Jour 20 | Troisième |
| Eric Bristow     | Champion de fléchette                                    | Jour 1  | Jour 19 | Éliminé   |
| Hugo Taylor      | Vedette de télé réalité                                  | Jour 1  | Jour 18 | Éliminé   |
| Rosemary Shrager | Chef cuisinière et personnalité de la télévision         | Jour 5  | Jour 17 | Éliminée  |
| Helen Flanagan   | Actrice de télévision ayant jouée dans Coronation Street | Jour 1  | Jour 16 | Éliminée  |
| Colin Baker      | Acteur ayant joué Doctor Who                             | Jour 1  | Jour 15 | Éliminé   |
| Linda Robson     | Actrice                                                  | Jour 1  | Jour 13 | Éliminée  |
| Limahl           | Chanteur membre des Kajagoogoo                           | Jour 5  | Jour 12 | Éliminé   |
| Nadine Dorries   | Femme politique membre du Parlement du Royaume-Uni       | Jour 1  | Jour 11 | Éliminée  |
| Brian Conley     | Acteur                                                   | Jour 1  | Jour 9  | Abandon   |

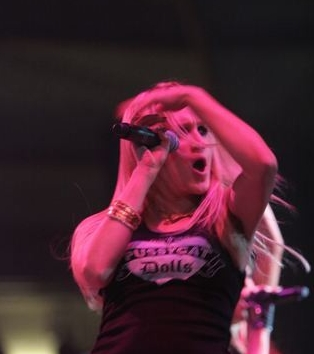
Ashley Roberts, finaliste dI'm a Celebrity 12

- Hugo a participé durant trois saisons à Made in Chelsea, une émission de télé réalité sur E4.
- Brian participe en 2017 à Strictly Come Dancing 15, au côté notamment de Gemma de la saison 7.
- La participation de Nadine a posé problème dans son parti politique[3],[4].

### Saison 13 (2013)
La diffusion débute le 17 novembre 2013 et se termine le 8 décembre 2013.

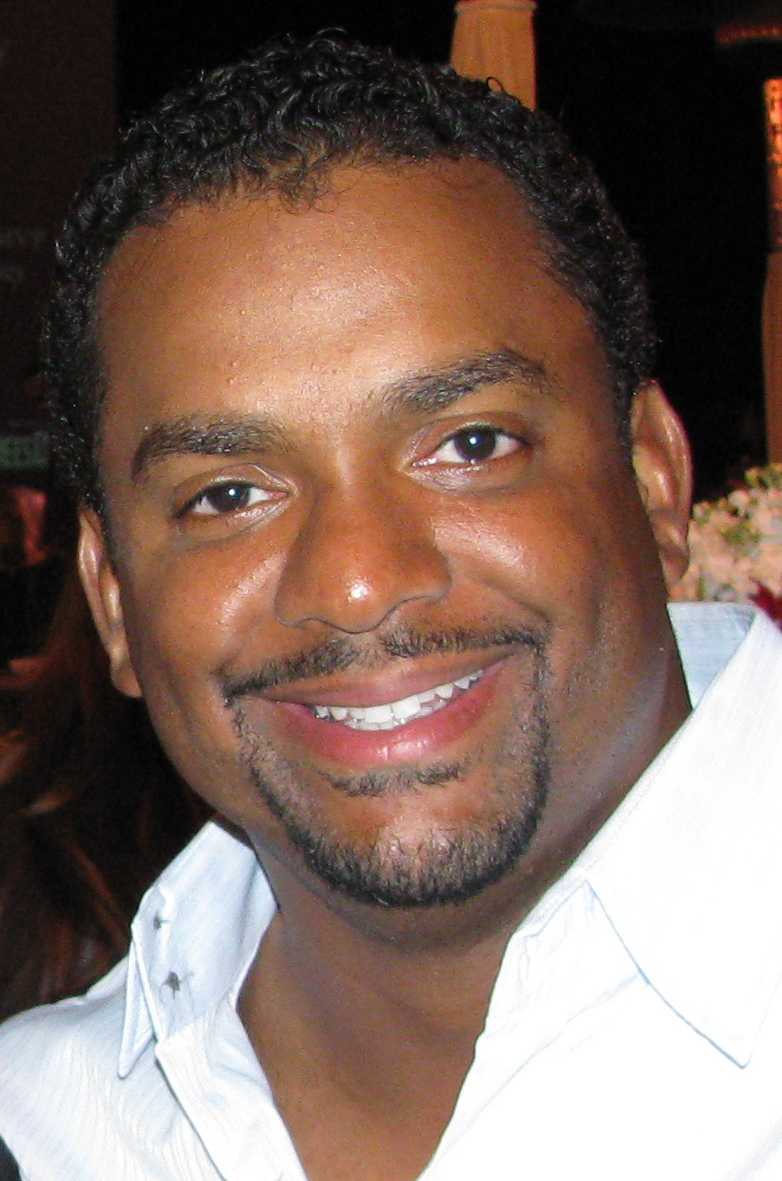
Alfonso Ribeiro, candidat dI'm a Celebrity 13

Le lancement de l'émission a été le meilleur depuis sa création, avec 12 millions de téléspectateurs.
| Candidat          | Occupation                                       | Arrivée | Départ  | Statut    |
| ----------------- | ------------------------------------------------ | ------- | ------- | --------- |
| Kian Egan         | Chanteur anciennement dans Westlife              | Jour 1  | Jour 22 | Vainqueur |
| David Emanuel     | Créateur de mode gallois                         | Jour 1  | Jour 22 | Deuxième  |
| Lucy Pargeter     | Actrice dont Emmerdale                           | Jour 1  | Jour 21 | Troisième |
| Joey Essex        | Vedette de télévision                            | Jour 1  | Jour 20 | Éliminé   |
| Amy Willerton     | Mannequin et Miss Univers Grande-Bretagne 2013   | Jour 1  | Jour 20 | Éliminée  |
| Rebecca Adlington | Championne olympique de natation                 | Jour 1  | Jour 19 | Éliminée  |
| Alfonso Ribeiro   | Acteur dont Le Prince de Bel-Air                 | Jour 1  | Jour 19 | Éliminé   |
| Steve Davis       | Joueur de snooker                                | Jour 1  | Jour 18 | Éliminé   |
| Matthew Wright    | Animateur de télévision                          | Jour 1  | Jour 17 | Éliminé   |
| Vincent Simone    | Ancien danseur de Strictly Come Dancing          | Jour 5  | Jour 17 | Éliminé   |
| Laila Morse       | Actrice, sœur de Gary Oldman                     | Jour 1  | Jour 16 | Éliminée  |
| Annabel Giles     | Ancienne mannequin et personnalité de télévision | Jour 5  | Jour 15 | Éliminée  |

- Laila a participé en 2012 à Dancing on Ice 7 (la version originale de Ice Show et Skating with the Stars).
- Joey a été vedette de l'émission de télé réalité The Only Way Is Essex entre les saisons 2 et 10, comme l'a été Mark de la saison 11. Il a également participé en 2013 à Splash UK.
- Kian est coach de The Voice of Ireland.
- Amy a représenté le Royaume-Uni à Miss Univers 2013.
- David est surtout connu pour avoir conçu (avec son épouse Elizabeth Emanuel) la robe de mariée portée par Diana, princesse de Galles en 1981.
- Vincent a été danseur professionnel de SCD entre les saisons 4 et 10 avec comme célébrités partenaires: Louisa Lytton, Stephanie Beacham (candidate à Celebrity Big Brother 7), Rachel Stevens, Natalie Cassidy (candidate à Celebrity Big Brother 9), Felicity Kendal, Edwina Currie et Dani Harmer.
- Alfonso remportera la 19e saison de Dancing with the Stars en 2014.

### Saison 14 (2014)

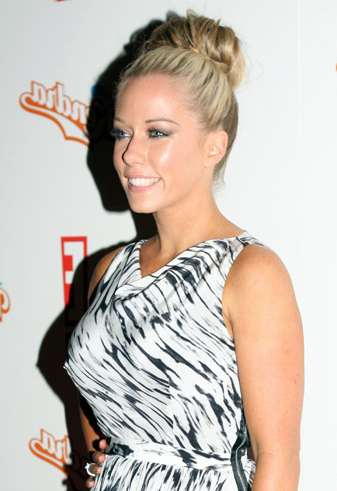
Kendra Wilkinson, candidate dI'm a Celebrity 14

La diffusion se déroule entre le 16 novembre 2014 et le 7 décembre 2014.
| Candidat         | Occupation                                             | Arrivée | Départ  | Statut    |
| ---------------- | ------------------------------------------------------ | ------- | ------- | --------- |
| Carl Fogarty     | Champion du Superbike et pilote de moto                | Jour 1  | Jour 23 | Vainqueur |
| Jake Quickenden  | Chanteur révélé par The X Factor UK                    | Jour 5  | Jour 23 | Deuxième  |
| Melanie Sykes    | Animatrice de télévision et mannequin                  | Jour 1  | Jour 23 | Troisième |
| Edwina Currie    | Ancienne femme politique                               | Jour 5  | Jour 22 | Éliminée  |
| Tindy Stryder    | Rappeur                                                | Jour 1  | Jour 21 | Éliminé   |
| Kendra Wilkinson | Playmate Playboy et vedette de télévision américaine   | Jour 1  | Jour 21 | Éliminée  |
| Vicki Michelle   | Actrice                                                | Jour 1  | Jour 20 | Éliminée  |
| Michael Buerk    | Animateur de télévision                                | Jour 1  | Jour 19 | Éliminé   |
| Nadia Forde      | Vedette de télévision irlandaise, actrice et chanteuse | Jour 1  | Jour 18 | Éliminée  |
| Jimmy Bullard    | Ancien footballeur                                     | Jour 1  | Jour 17 | Éliminé   |
| Craig Charles    | Acteur et animateur de télévision                      | Jour 1  | Jour 4  | Abandon   |
| Gemma Collins    | Vedette de télévision                                  | Jour 1  | Jour 3  | Abandon   |

- Gemma fait partie du show The Only Way Is Essex, comme Mark de la saison 11 et Joey de la saison 13.
- Kendra a participé aux premières saisons des Girls de Playboy. Elle a également participé à Dancing with the Stars en 2011, comme Martina de la saison 8 et Alfonso de la saison 13. En 2013 elle participe à la version américaine de Splash.
- Jake a participé à X Factor UK en 2012 et est qualifié pour les "lives" en 2014.
- Edwina a participé à Strictly Come Dancing en 2011 avec comme partenaire Vincent Simone, candidat de la saison 13.

### Saison 15 (2015)

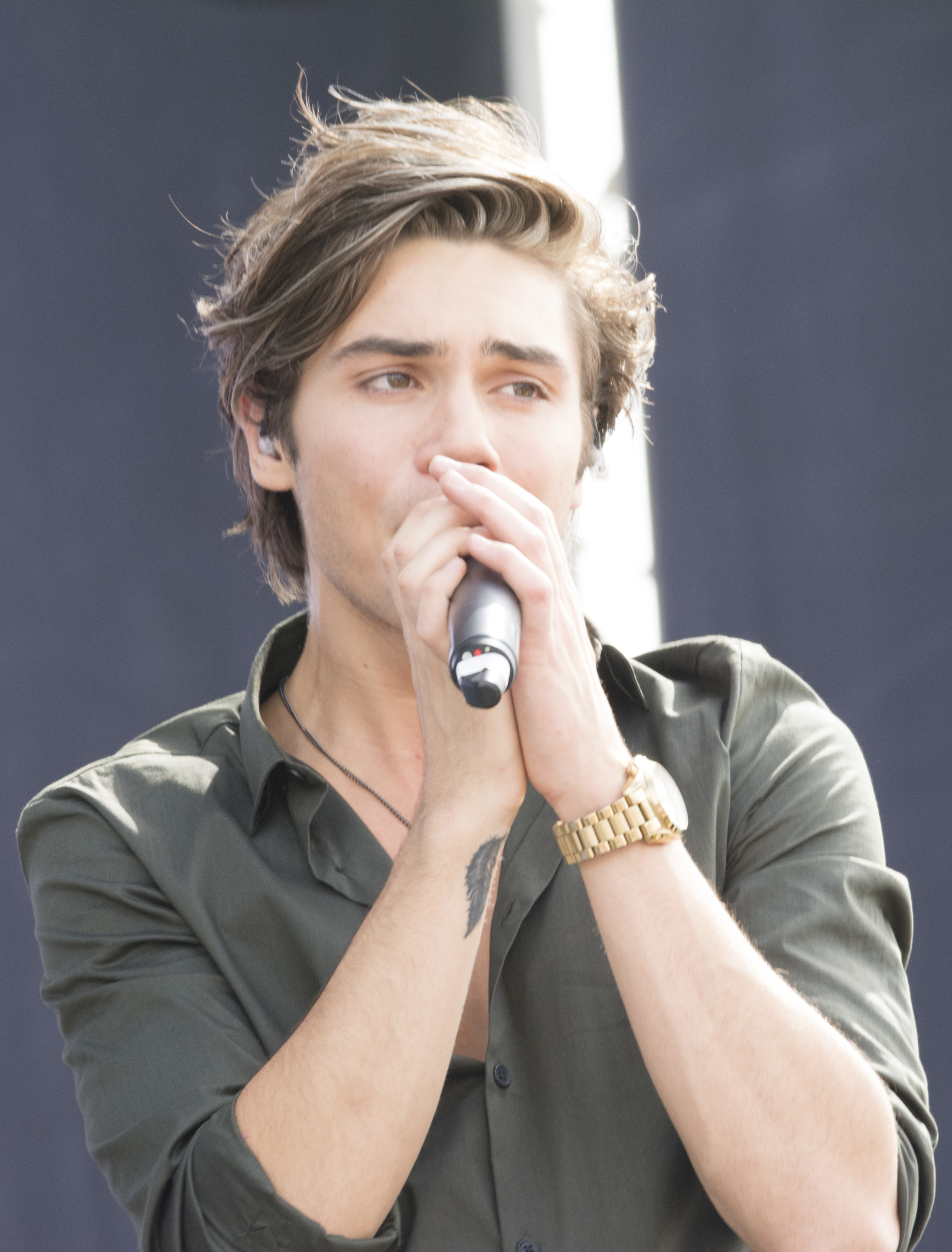
George Shelley, finaliste dI'm a Celebrity 15

La diffusion se déroule entre le 15 novembre 2015 et le 6 décembre 2015.
C'est la deuxième fois dans l'histoire du programme que le vainqueur est une célébrité arrivée plus tard que les autres. La première fois remonte à 2007 et la victoire du comédien Christopher Biggins.
| Candidat             | Occupation                                 | Arrivée | Départ  | Statut    |
| -------------------- | ------------------------------------------ | ------- | ------- | --------- |
| Vicky Pattison       | Vedette de Geordie Shore                   | Jour 3  | Jour 22 | Vainqueur |
| George Shelley       | Chanteur membre d'Union J                  | Jour 1  | Jour 22 | Deuxième  |
| Ferne McCann         | Vedette de The Only Way Is Essex           | Jour 3  | Jour 22 | Troisième |
| Kieron Dyer          | Ancien footballeur                         | Jour 1  | Jour 21 | Éliminé   |
| Jorgie Porter        | Actrice dont la série Hollyoaks            | Jour 1  | Jour 21 | Éliminée  |
| Tony Hadley          | Ancien membre du groupe Spandau Ballet     | Jour 1  | Jour 20 | Éliminé   |
| Duncan Bannatyne     | Businessman et ancien juré de Dragons' Den | Jour 1  | Jour 19 | Éliminé   |
| Lady Colin Campbell  | Biographe de la famille royale britannique | Jour 1  | Jour 17 | Abandon   |
| Chris Eubank         | Champion de boxe                           | Jour 1  | Jour 17 | Éliminé   |
| Yvette Fielding      | Actrice et animatrice de télévision        | Jour 1  | Jour 16 | Éliminée  |
| Brian Friedman       | Danseur et chorégraphe de X Factor         | Jour 1  | Jour 15 | Éliminé   |
| Susannah Constantine | Journaliste de mode                        | Jour 1  | Jour 13 | Éliminée  |
| Spencer Matthews     | Vedette de Made in Chelsea                 | Jour 3  | Jour 5  | Abandon   |

- Chris a participé à Celebrity Big Brother 1 en 2001.
- George a participé à X Factor 9 en 2012.
- Ferne fait partie du casting de TOWIE, comme Mark de la saison 11, Joey de la saison 13 et Gemma de la saison 14.
- Spencer fait partie du casting de Made in Chelsea comme Hugo de la saison 12.
- Vicky participera à la 4e saison de la version australienne en 2018.

### Saison 16 (2016)

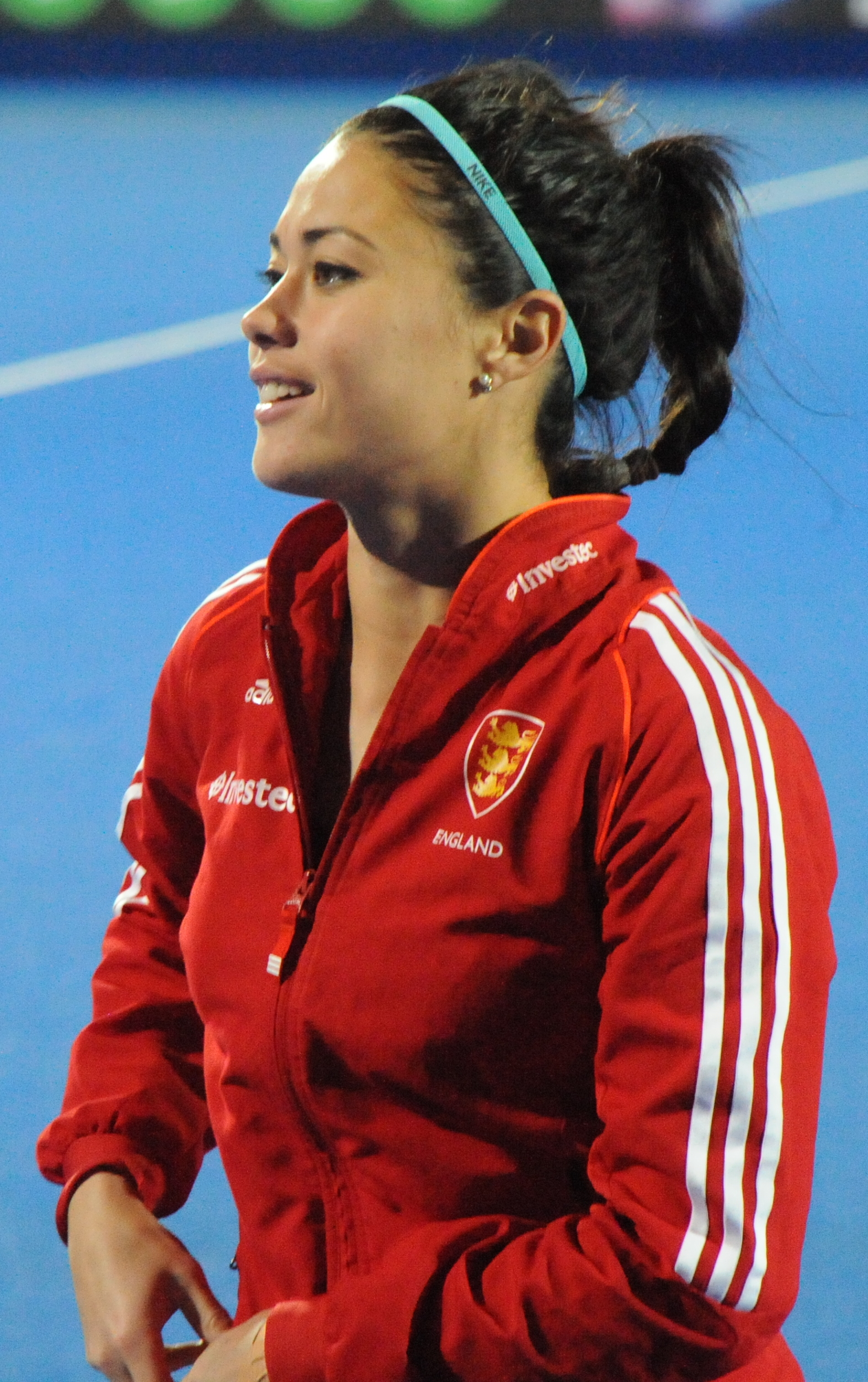
Sam Quek, candidate dI'm a Celebrity 16

La diffusion se déroule entre le 13 novembre 2016 et le 4 décembre 2016.
Le lancement est suivi par 10,7 millions de téléspectateurs, un meilleur score qu'en 2012, 2014 et 2015.
Pour cette saison, les célébrités sont toutes dans le même camp de vie, comme lors des saisons 1 à 5.
| Candidat         | Occupation                                        | Arrivée | Départ  | Statut    |
| ---------------- | ------------------------------------------------- | ------- | ------- | --------- |
| Scarlett Moffatt | Vedette de Gogglebox                              | Jour 1  | Jour 22 | Vainqueur |
| Joel Dommett     | Comédien et vedette de Impractical Jokers UK      | Jour 1  | Jour 22 | Deuxième  |
| Adam Thomas      | Acteur dans la série Emmerdale                    | Jour 1  | Jour 22 | Troisième |
| Sam Quek         | Championne olympique de Hockey sur gazon          | Jour 1  | Jour 21 | Éliminée  |
| Wayne Bridge     | Ancien footballeur et mari de Frankie Bridge      | Jour 1  | Jour 20 | Éliminé   |
| Martin Roberts   | Animateur de Homes Under the Hammer               | Jour 5  | Jour 20 | Éliminé   |
| Larry Lamb       | Comédien                                          | Jour 1  | Jour 19 | Éliminé   |
| Carol Vorderman  | Animatrice de télévision ayant présenté Countdown | Jour 1  | Jour 18 | Éliminée  |
| Jordan Banjo     | Danseur ayant remporté Britain's Got Talent       | Jour 1  | Jour 17 | Éliminé   |
| Ola Jordan       | Ancienne danseuse de Strictly Come Dancing        | Jour 1  | Jour 16 | Éliminée  |
| Lisa Snowdon     | Animatrice de télévision et radio                 | Jour 1  | Jour 15 | Éliminée  |
| Danny Baker      | Comédien                                          | Jour 5  | Jour 13 | Éliminé   |

- Jordan a remporté la 3e saison de Britain's Got Talent en 2009 face à Susan Boyle, avec son groupe.
- Ola a participé à Strictly Come Dancing durant 10 saisons, de la saison 4 à la saison 13. Elle est la troisième danseuse de l'émission à participer à I'm a Celebrity, après Camilla Dallerup de la saison 9 et Vincent Simone de la saison 12. Ola est marié à l'ancien danseur de Strictly Come Dancing, James Jordan, finaliste de Celebrity Big Brother 14.
- La femme de Wayne, Frankie, a participé à Strictly Come Dancing en 2014.
- Lisa est arrivée 3e en 2008 de Stricly avec comme partenaire James Jordan, le compagnon d'Ola.

### Saison 17 (2017)
La saison 17 débute le 19 novembre 2017, pour se conclure le 10 décembre 2017.

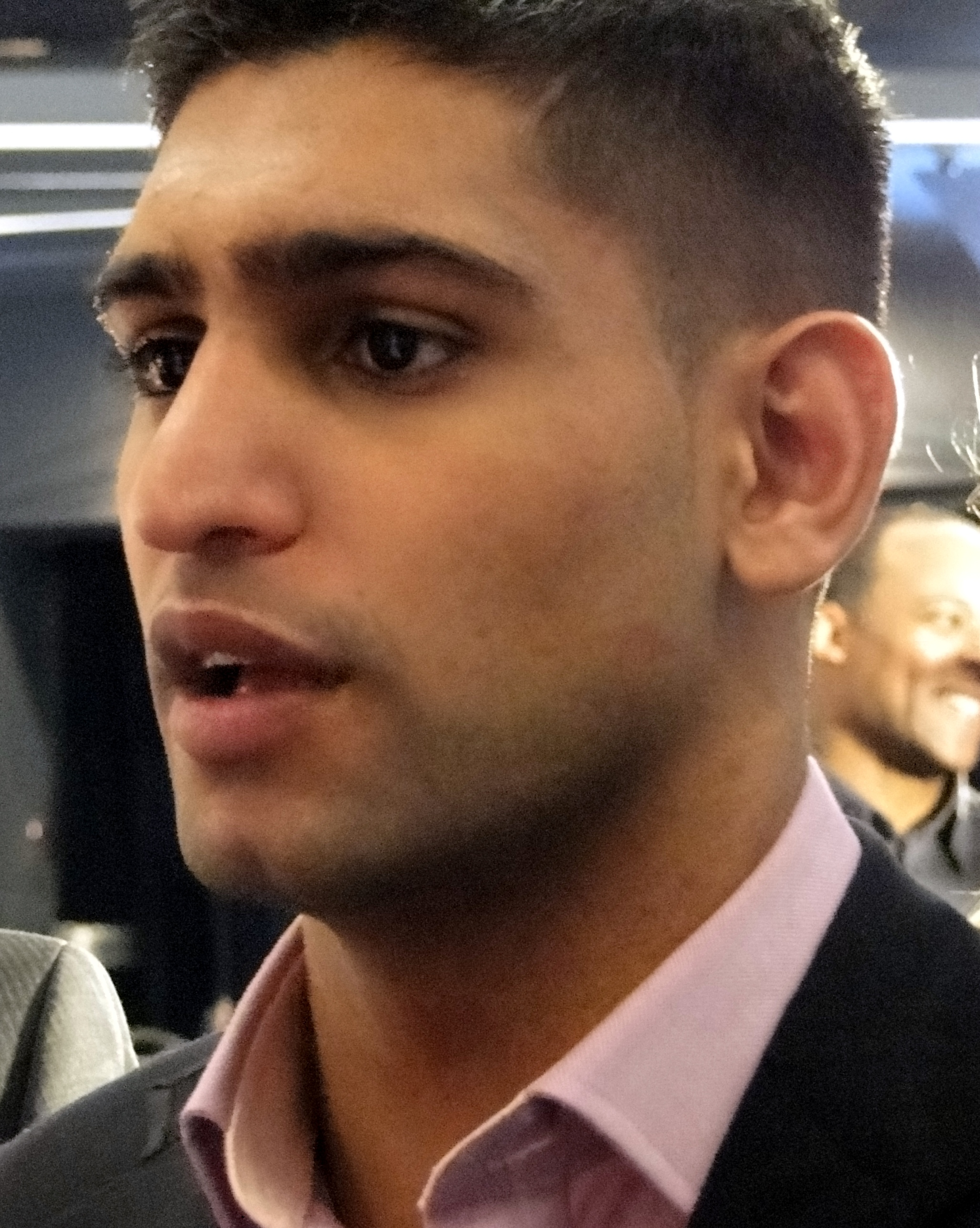
Amir Khan, candidat dI'm a Celebrity 17

En 2019, Georgia et Stanley sont en équipe pour la 3e saison de Celebrity Hunted.
| Candidat                 | Occupation                                          | Arrivée | Départ  | Statut    |
| ------------------------ | --------------------------------------------------- | ------- | ------- | --------- |
| Georgia « Toff » Toffolo | Vedette de Made in Chelsea                          | Jour 1  | Jour 22 | Vainqueur |
| Jamie Lomas              | Acteur dont Hollyoaks                               | Jour 1  | Jour 22 | Deuxième  |
| Iain Lee                 | Comédien                                            | Jour 5  | Jour 22 | Troisième |
| Jennie McAlpine          | Actrice dont Coronation Street                      | Jour 1  | Jour 21 | Éliminée  |
| Amir Khan                | Champion du monde de boxe anglaise                  | Jour 1  | Jour 20 | Éliminé   |
| Dennis Wise              | Ancien joueur de football                           | Jour 1  | Jour 19 | Éliminé   |
| Stanley Johnson          | Écrivain, homme politique, et père de Boris Johnson | Jour 1  | Jour 18 | Éliminé   |
| Vanessa White            | Chanteuse du groupe The Saturdays                   | Jour 1  | Jour 17 | Éliminée  |
| Rebekah « Becky » Vardy  | Femme du footballeur Jamie Vardy                    | Jour 1  | Jour 16 | Éliminée  |
| Kezia « Kez » Dugdale    | Députée du Parlement écossais                       | Jour 5  | Jour 15 | Éliminée  |
| Shappi Khorsandi         | Comédienne et auteur                                | Jour 1  | Jour 13 | Éliminée  |
| Jack Maynard             | Youtubeur et frère de Conor Maynard                 | Jour 1  | Jour 3  | Abandon   |

- Georgia est la troisième membre de la série-réalité Made in Chelsea à participer au programme, après Hugo (saison 12) et Spencer (saison 15).
- La fille de Stanley, Rachel, participera à Celebrity Big Brother 21 en janvier 2018.

### Saison 18 (2018)
La saison 18 débute le 18 novembre 2018.

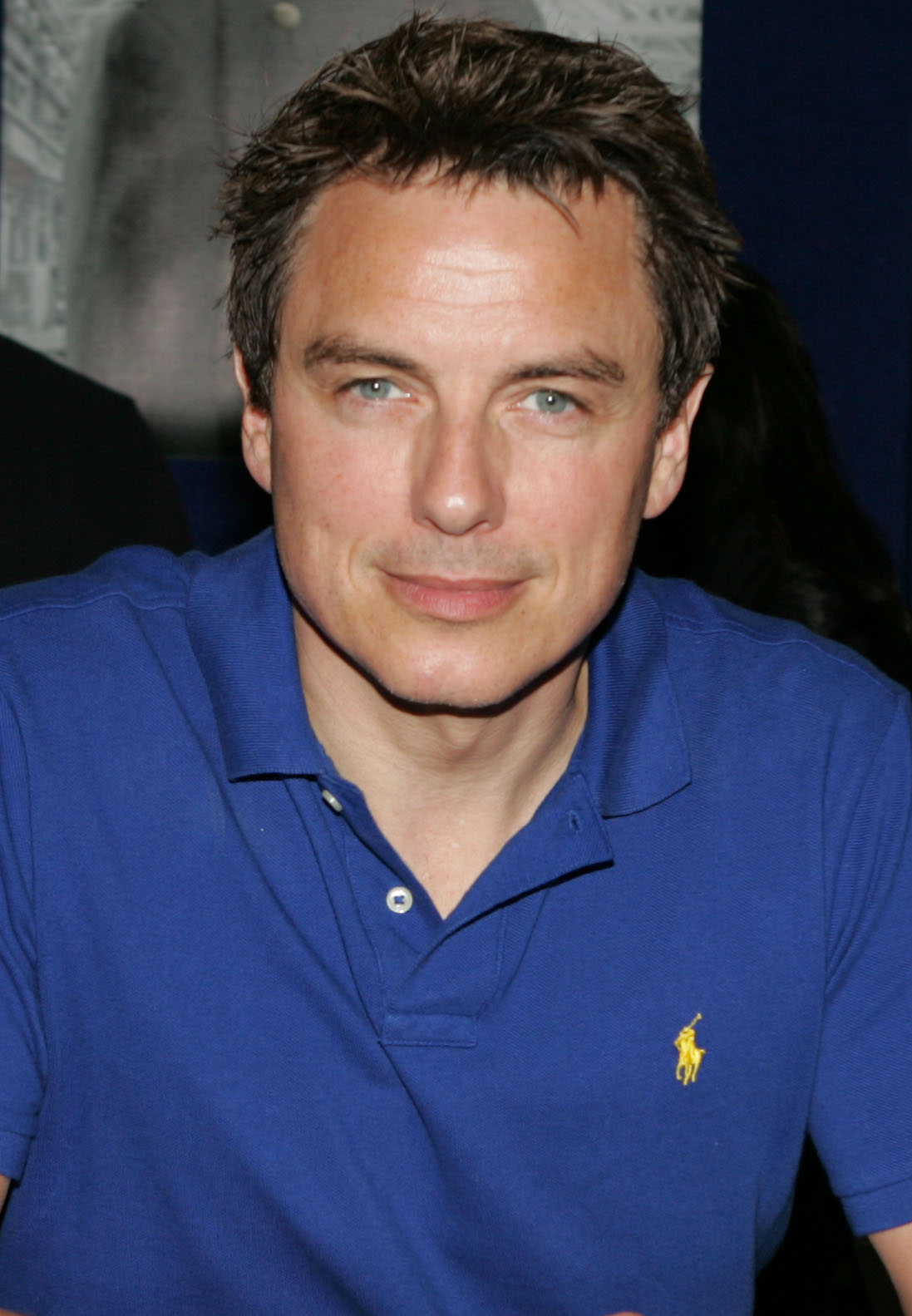
John Barrowman, finaliste dI'm a Celebrity 18

Le lancement a réuni plus de 11,1 millions de téléspectateurs, soit le meilleur score en cinq ans. Un pic de 11,9 millions a même était atteint. Avec le replay, le score monte jusqu'à plus de 14 millions, ce qui est de nouveau un record depuis la saison 3.
| Candidat               | Occupation                               | Arrivée | Départ  | Statut    |
| ---------------------- | ---------------------------------------- | ------- | ------- | --------- |
| Harry Redknapp         | Ancien footballeur devenu entraîneur     | Jour 1  | Jour 22 | Vainqueur |
| Emily Atack            | Actrice dont Les Boloss : Loser attitude | Jour 1  | Jour 22 | Deuxième  |
| John Barrowman         | Acteur (Arrow, Doctor Who) et chanteur   | Jour 1  | Jour 22 | Troisième |
| Fleur East             | Chanteuse révélée par The X Factor       | Jour 1  | Jour 21 | Éliminée  |
| James McVey            | Membre du groupe The Vamps               | Jour 1  | Jour 20 | Éliminé   |
| Nick Knowles           | Animateur de télévision                  | Jour 1  | Jour 19 | Éliminé   |
| Anne Hegarty           | Personnalité de télévision               | Jour 1  | Jour 18 | Éliminée  |
| Rita Simons            | Actrice, anciennement dans EastEnders    | Jour 1  | Jour 17 | Éliminée  |
| Sair Khan              | Actrice dont Coronation Street           | Jour 1  | Jour 16 | Éliminée  |
| Malique Thompson-Dwyer | Acteur dont Hollyoaks                    | Jour 1  | Jour 15 | Éliminé   |
| Noel Edmonds           | Animateur de télévision                  | Jour 5  | Jour 13 | Éliminé   |

- Fleur a été finaliste de X Factor 11 en 2014, coaché par Simon Cowell.
- John a participé au premier Dancing on Ice en 2006, et a un Strictly Come Dancing Christmas Special en 2010.

### Saison 19 (2019)

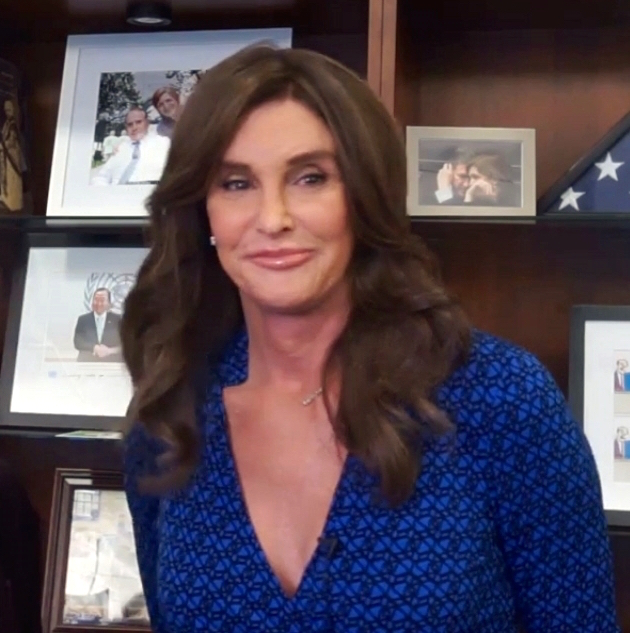
Caitlyn Jenner, candidate dI'm a Celebrity 19

La 19e saison voit le retour du duo original des 17 premières saisons, Ant & Dec (également présentateurs de Britain's Got Talent). L'émission est diffusée du 17 novembre 2019 au 8 décembre 2019.
Caitlyn Jenner est la première candidate dévoilée du programme. En 2003, et sous le nom de Bruce, elle avait participée à la première saison aux États-Unis.
Avec Janice Dickinson, c'est la seule célébrité à avoir participé aux deux versions du programme.
En raison des feux de brousse dans et autour de la région, certains ont signalé à une trentaine de kilomètres de leur tournage une interdiction totale d'incendie, ce qui signifiait que pour la première fois dans l'histoire de l’émission, il n'y avait pas de feu de camp dans le camp, et à la place, les célébrités ont reçu un réchaud à gaz portable.
L'épisode d'ouverture de la série a été regardé par 13,17 millions de personnes, ce qui en fait le deuxième plus regardé, derrière le lancement de 2018.
| Candidat              | Occupation                                                 | Entrée jour | Sortie jour | Statut    |
| --------------------- | ---------------------------------------------------------- | ----------- | ----------- | --------- |
| Jacqueline Jossa      | Ancienne actrice d'EastEnders                              | 1           | 22          | Vainqueur |
| Andrew "Andy" Whyment | Acteur dont Coronation Street                              | 5           | 22          | Deuxième  |
| Roman Kemp            | Fils de Martin Kemp et animateur de Capital FM             | 1           | 22          | Troisième |
| Kate Garraway         | Présentatrice de Good Morning Britain et sur Smooth Radio  | 1           | 21          | Éliminée  |
| Nadine Coyle          | Chanteuse irlandaise, ancienne membre de Girls Aloud       | 1           | 20          | Éliminée  |
| Caitlyn Jenner        | Athlète olympique et personnalité de télévision américaine | 1           | 20          | Éliminée  |
| Myles Stephenson      | Membre du groupe Rak-Su                                    | 1           | 19          | Éliminé   |
| Ian Wright            | Ancien footballeur                                         | 1           | 18          | Éliminé   |
| James Haskell         | Joueur de rugby                                            | 1           | 17          | Éliminé   |
| Cliff Parisi          | Acteur dont Call the Midwife                               | 5           | 16          | Éliminé   |
| Andrew Maxwell        | Comédien de stand-up irlandais                             | 1           | 15          | Éliminé   |
| Adele Roberts         | Ancienne candidate de Big Brother et DJ                    | 1           | 13          | Éliminée  |

- Adele a été en compétition dans la 3e saison de Big Brother, durant les jours 1 à 43. Elle était dans la même saison qu'Alison Hammond, candidate de la saison 10 en 2010 d'I'm a Celebrity.
- Jacqueline est mariée à Dan Osborne, le finaliste de Celebrity Big Brother 22 en 2018.
- Roman est le fils de Martin, le finaliste de Celebrity Big Brother 10 en 2012.
- Andrew W. a participé en 2012 à Dancing on Ice 7, avec notamment Laila Morse de la saison 13.

### Saison 20 (2020)

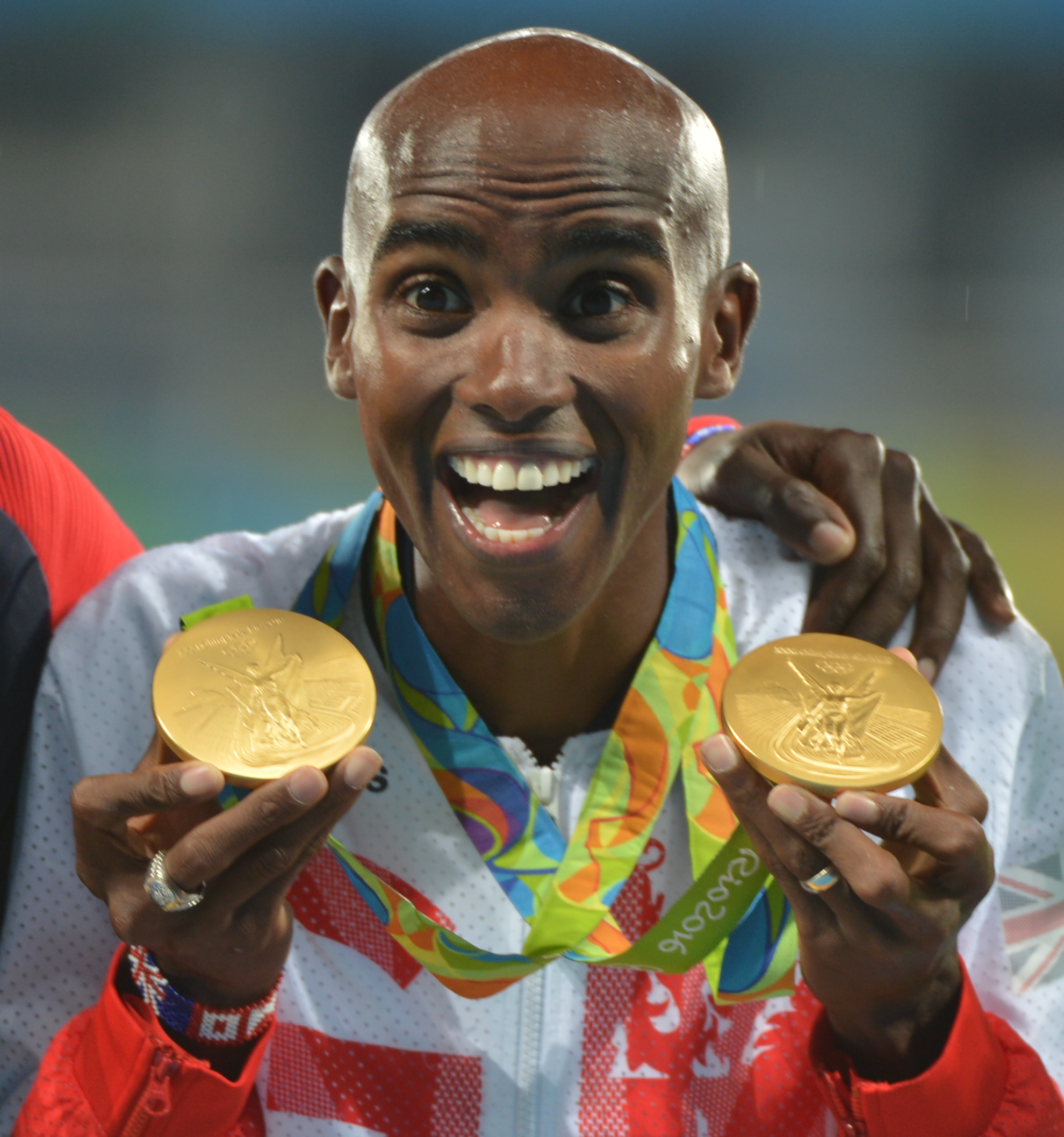
Sir Mo Farah, candidat dI'm a Celebrity 20

La pandémie de Covid-19 fait changer de lieu le tournage. En effet le tournage a été déplacé de la jungle australienne étouffante, au château froid et humide de Gwrych au Pays de Galles.
La diffusion de la 20e saison débute le 15 novembre 2020, et se termine le 4 décembre 2020. L'aventure est donc de 20 jours, comme lors de la saison 7.
Le premier épisode a été suivit par 14,26 millions de téléspectateurs, ce qui en fait le meilleur lancement depuis sa création.
Avec une moyenne de 11,56 millions de téléspectateurs, c'est la deuxième saison qui a le mieux marché, derrière la saison 18.
| Candidat            | Occupation                                                  | Entrée jour | Sortie jour | Statut    |
| ------------------- | ----------------------------------------------------------- | ----------- | ----------- | --------- |
| Giovanna Fletcher   | Auteur, personnalité de télévision et femme de Tom Fletcher | 1           | 20          | Vainqueur |
| Jordan North        | Animateur sur BBC Radio 1                                   | 1           | 20          | Deuxième  |
| Vernon Kay          | Animateur de télévision et radio                            | 1           | 20          | Troisième |
| Shane Richie        | Ancien acteur de EastEnders et animateur de télévision      | 1           | 19          | Éliminé   |
| Sir Mo Farah        | Champion olympique d'athlétisme                             | 1           | 18          | Éliminé   |
| AJ Pritchard        | Ancien chorégraphe et danseur de Strictly Come Dancing      | 1           | 18          | Éliminé   |
| Jessica Plummer     | Actrice dont anciennement EastEnders et chanteuse           | 1           | 17          | Éliminée  |
| Russell Watson      | Chanteur                                                    | 4           | 17          | Éliminé   |
| Victoria Derbyshire | Journaliste et présentatrice de télévision                  | 1           | 16          | Éliminée  |
| Beverley Callard    | Actrice dont Coronation Street                              | 1           | 16          | Éliminée  |
| Ruthie Henshall     | Actrice et chanteuse récompensée au Olivier Award           | 4           | 15          | Éliminée  |
| Hollie Arnold       | Championne paralympique de lancer de javelot                | 1           | 13          | Éliminée  |

- AJ a été danseur et chorégraphe sur Strictly Come Dancing, pendant les saisons 14 à 17 (2016 à 2019).
- Giovanna est la sœur de Mario Falcone, qui a participé à Celebrity Big Brother UK 12, en 2013. Elle est la femme de Tom Fletcher, membre du groupe McFly, dont fait partie Dougie Poynter, vainqueur de la saison 11 de I'm a Celebrity.
- Shane a été le mari de Coleen Nolan (finaliste Celebrity Big Brother saison 10, et gagnante saison 19) et ont eu ensemble deux enfants dont Jake Roche.
- Vernon a été le coprésentateur de Skating with the Stars en 2010 sur ABC.

### Saison 21 (2021)

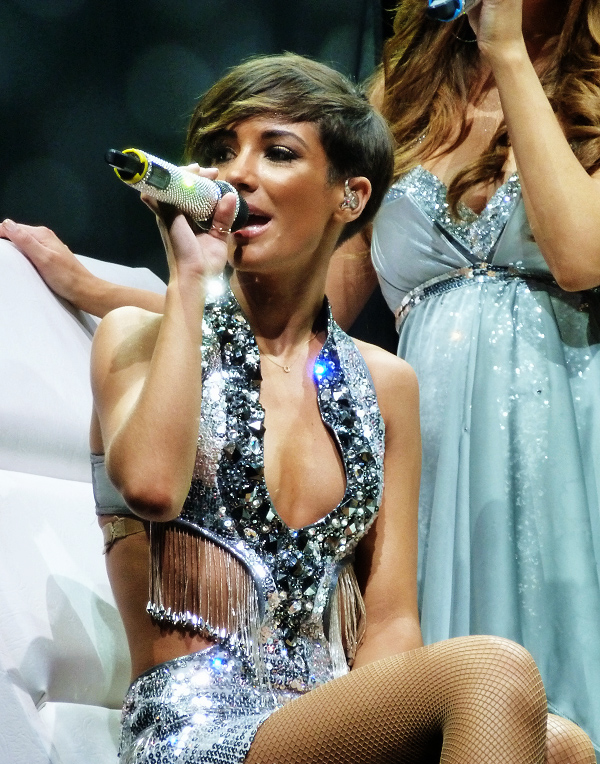
Frankie Bridge, finaliste dI'm a Celebrity 21

Toujours à cause de la pandémie de Covid-19, le tournage ne retourne pas dans la jungle australienne, et reste au château de Gwrych, au Pays de Galles.
Le casting est confirmé le 15 novembre 2021. L'émission débute le 21 novembre 2021, et se termine le 12 décembre 2021.
Cette saison a vu près de 4 millions de téléspectateurs en moins en moyenne sur un an. Les anglais ont réclamés pour la saison suivante que l'émission retourne dans la jungle australienne.
| Candidat        | Occupation                                         | Entrée jour | Sortie jour | Statut    |
| --------------- | -------------------------------------------------- | ----------- | ----------- | --------- |
| Danny Miller    | Acteur, dont Emmerdale                             | 1           | 20          | Vainqueur |
| Simon Gregson   | Acteur dont Coronation Street                      | 5           | 20          | Deuxième  |
| Frankie Bridge  | Chanteuse du groupe The Saturdays                  | 1           | 20          | Troisième |
| David Ginola    | Ancien footballeur international                   | 1           | 19          | Éliminé   |
| Matty Lee       | Champion olympique de plongeon                     | 1           | 18          | Éliminé   |
| Adam Woodyatt   | Acteur dont EastEnders                             | 5           | 18          | Éliminé   |
| Louise Minchin  | Ancienne présentatrice de BBC Breakfast            | 1           | 17          | Éliminée  |
| Naughty Boy     | Auteur-compositeur et producteur                   | 1           | 16          | Éliminé   |
| Snoochy Shy     | DJ et animatrice sur BBC Radio 1Xtra               | 1           | 15          | Éliminée  |
| Kadeena Cox     | Championne paralympique d'athlétisme               | 1           | 14          | Éliminée  |
| Arlene Philips  | Danseuse et ancienne juge de Strictly Come Dancing | 1           | 13          | Éliminée  |
| Richard Madeley | Animateur de télévision dont Good Morning Britain  | 1           | Jour 5      | Abandon   |

- Frankie est arrivée en seconde place de la saison 12 de Strictly Come Dancing en 2014. Son mari Wayne Bridge a été candidat en 2016.
- David est arrivé en troisième place de la première saison Danse avec les Stars en France, en 2011.
- Arlene a été juge de l'émission Strictly Come Dancing entre 2004 et 2008.

### Saison 22 (2022)

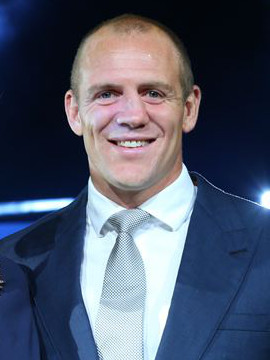
Mike Tindall, candidat dI'm a Celebrity 22

Pour la saison 22, l'émission est de nouveau tournée dans la jungle australienne.
L'émission est diffusée du 6 au 27 novembre 2022.
Mike Tindall est le premier participant dévoilé par la presse. L'actrice du soap Coronation Street Sue Cleaver, la vedette de télévision Olivia Attwood et l'animateur de radio et DJ Chris Moyles sont ensuite annoncés.
| Candidat         | Occupation                                                                               | Entrée jour | Sortie jour | Statut    |
| ---------------- | ---------------------------------------------------------------------------------------- | ----------- | ----------- | --------- |
| Jill Scott       | Ancienne footballeuse, championne d'Europe 2022                                          | 1           | 22          | Vainqueur |
| Owen Warner      | Acteur dont Hollyoaks                                                                    | 1           | 22          | Deuxième  |
| Matt Hancock     | Homme politique, ancien ministre                                                         | 4           | 22          | Troisième |
| Mike Tindall     | Ancien joueur de rugby, mari de Zara Phillips et membre de la Famille royale britannique | 1           | 21          | Éliminé   |
| Seann Walsh      | Humoriste                                                                                | 4           | 20          | Éliminé   |
| Chris Moyles     | Animateur de radio et DJ                                                                 | 1           | 19          | Éliminé   |
| Babatúndé Aléshé | Comédien ayant participé Celebrity Gogglebox                                             | 1           | 18          | Éliminé   |
| Boy George       | Chanteur                                                                                 | 1           | 17          | Éliminé   |
| Sue Cleaver      | Actrice dont Coronation Street                                                           | 1           | 16          | Éliminée  |
| Scarlett Douglas | Vedette de l'émission A Place in the Sun                                                 | 1           | 15          | Éliminée  |
| Charlene White   | Journaliste pour ITV News                                                                | 1           | 13          | Éliminée  |
| Olivia Attwood   | Vedette de télévision révélée par Love Island                                            | 1           | 2           | Abandon   |

- Mike a été finaliste en 2015 de la saison 2 de The Jump (comme notamment Phil de la saison 2, Stacey de la saison 10 et Joey de la saison 13), et de la saison 1 de Bear Grylls: Mission Survive.
- Boy George a été coach de The Voice en Australie des saisons 6 à 9.
- Sean a participé en 2018 à la saison 16 de Strictly Come Dancing

### South Africa(2023)

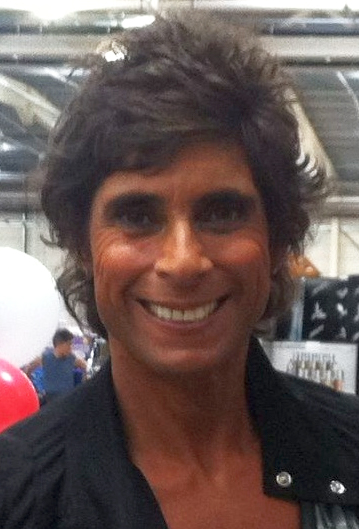
Fatima Whitbread, candidate dI'm a Celebrity... South Africa

C'est la première saison "all-star" du programme, qui réunit 15 anciens candidats, finalistes et gagnants des saisons précédentes. Elle est tournée en Afrique du Sud, sur le lieu de tournages des versions australiennes et française.
À noter que Janice Dickinson et Paul Burrell en sont à leurs troisièmes participations au programme, puisque Dickinson a participé à la version américaine en 2009, et Burrel à la version australienne en 2018.
C'est seulement la troisième fois de l'histoire du programme qu'une célébrité entrée après le premier jour remporte le jeu. La première fois c'était Christopher Biggins lors de la saison 7 en 2007, et lors de la saison 15 en 2015 avec Vicky Pattison. A noter que Fatima Whithbread finie une nouvelle fois à la 3e place du podium. 
| Candidat         | Place et ancienne saison | Entrée jour | Sortie jour | Statut    |
| ---------------- | ------------------------ | ----------- | ----------- | --------- |
| Myleene Klass    | 2e de la saison 6        | 3           | 15          | Vainqueur |
| Jordan Banjo     | 9e de la saison 16       | 1           | 15          | Deuxième  |
| Fatima Whitbread | 3e de la saison 11       | 1           | 14          | Troisième |
| Phil Tufnell     | 1re de la saison 2       | 1           | 14          | Éliminé   |
| Carol Vorderman  | 8e de la saison 16       | 1           | 13          | Éliminée  |
| Paul Burrell     | 2e de la saison 4        | 1           | 13          | Éliminé   |
| Dean Gaffney     | 5e de la saison 6        | 7           | 12          | Éliminé   |
| Helen Flanagan   | 7e de la saison 12       | 1           | 12          | Éliminée  |
| Joe Swash        | 1re de la saison 8       | 7           | 12          | Éliminé   |
| Janice Dickinson | 2e de la saison 7        | 1           | 11          | Abandon   |
| Andy Whyment     | 2e de la saison 19       | 3           | 10          | Éliminé   |
| Georgia Toffolo  | 1re de la saison 17      | 3           | 10          | Éliminée  |
| Amir Khan        | 5e de la saison 17       | 1           | 7           | Éliminé   |
| Gillian McKeith  | 8e de la saison 10       | 1           | 5           | Éliminée  |
| Shaun Ryder      | 2e de la saison 10       | 1           | 5           | Éliminé   |

### Saison 23 (2023)

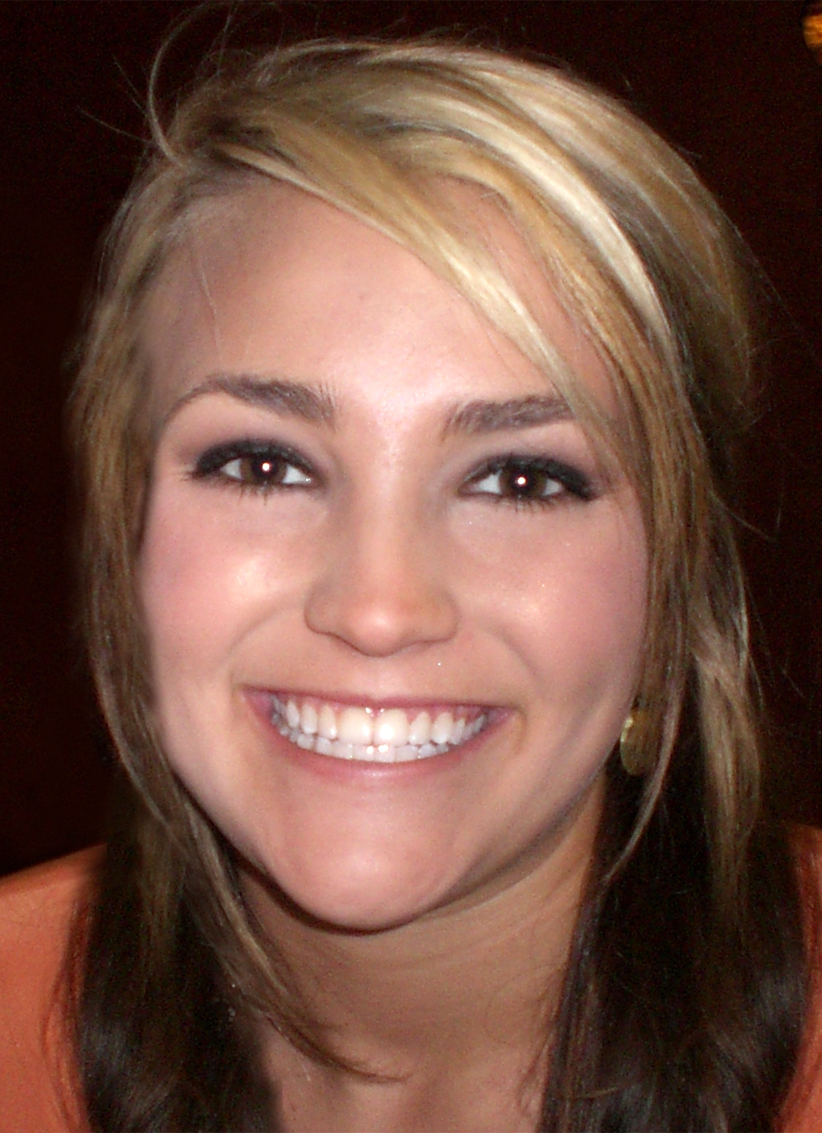
Jamie Lynn Spears, candidate dI'm a Celebrity 23

La saison 23 débute le 19 novembre 2023 et s'achève le 10 décembre 2023. 
| Candidat          | Occupation                                            | Entrée jour | Sortie jour | Statut    |
| ----------------- | ----------------------------------------------------- | ----------- | ----------- | --------- |
| Sam Thompson      | Présentateur de télévision et radio                   | 1           | 22          | Vainqueur |
| Tony Bellew       | Champion de boxe ayant joué dans Creed 1 et 3         | 5           | 22          | Deuxième  |
| Nigel Farage      | Ancien politicien du Parti pour l'indépendance        | 1           | 22          | Troisième |
| Josie Gibson      | Présentatrice de This Morning révélée par Big Brother | 1           | 21          | Éliminée  |
| Marvin Humes      | Chanteur ancien membre du groupe JLS                  | 1           | 20          | Éliminé   |
| Danielle Harold   | Ancienne actrice de EastEnders                        | 1           | 19          | Éliminée  |
| Nick Pickard      | Acteur dont Hollyoaks                                 | 1           | 18          | Éliminé   |
| Fred Sirieix      | Personnalité de télévision                            | 1           | 17          | Éliminé   |
| Nella Rose        | Influenceuse et Youtubeuse                            | 1           | 16          | Éliminée  |
| Frankie Dettori   | Jockey italien                                        | 5           | 15          | Éliminé   |
| Jamie Lynn Spears | Actrice américaine et sœur de Britney Spears          | 1           | 11          | Abandon   |
| Grace Dent        | Chroniqueuse culinaire                                | 1           | 9           | Abandon   |

- Jamie a participé en 2023 à Special Forces: World’s Toughest Test, et Dancing with the Stars 32.
- Josie a remporté la saison 11 de Big Brother et a participé la même année en 2010 à Ultimate Big Brother.
- Sam a participé en 2017 à Celebrity Big Brother, et en 2019 à Celebrity SAS: Who Dares Wins.
- Frankie a participé en 2013 à Celebrity Big Brother, au côté notamment d'Heidi Montag et Spencer Pratt qui avait participé à la version américaine en 2009.
- Tony a participé en 2020 à Celebrity SAS: Who Dares Wins.

### Saison 24 (2024)

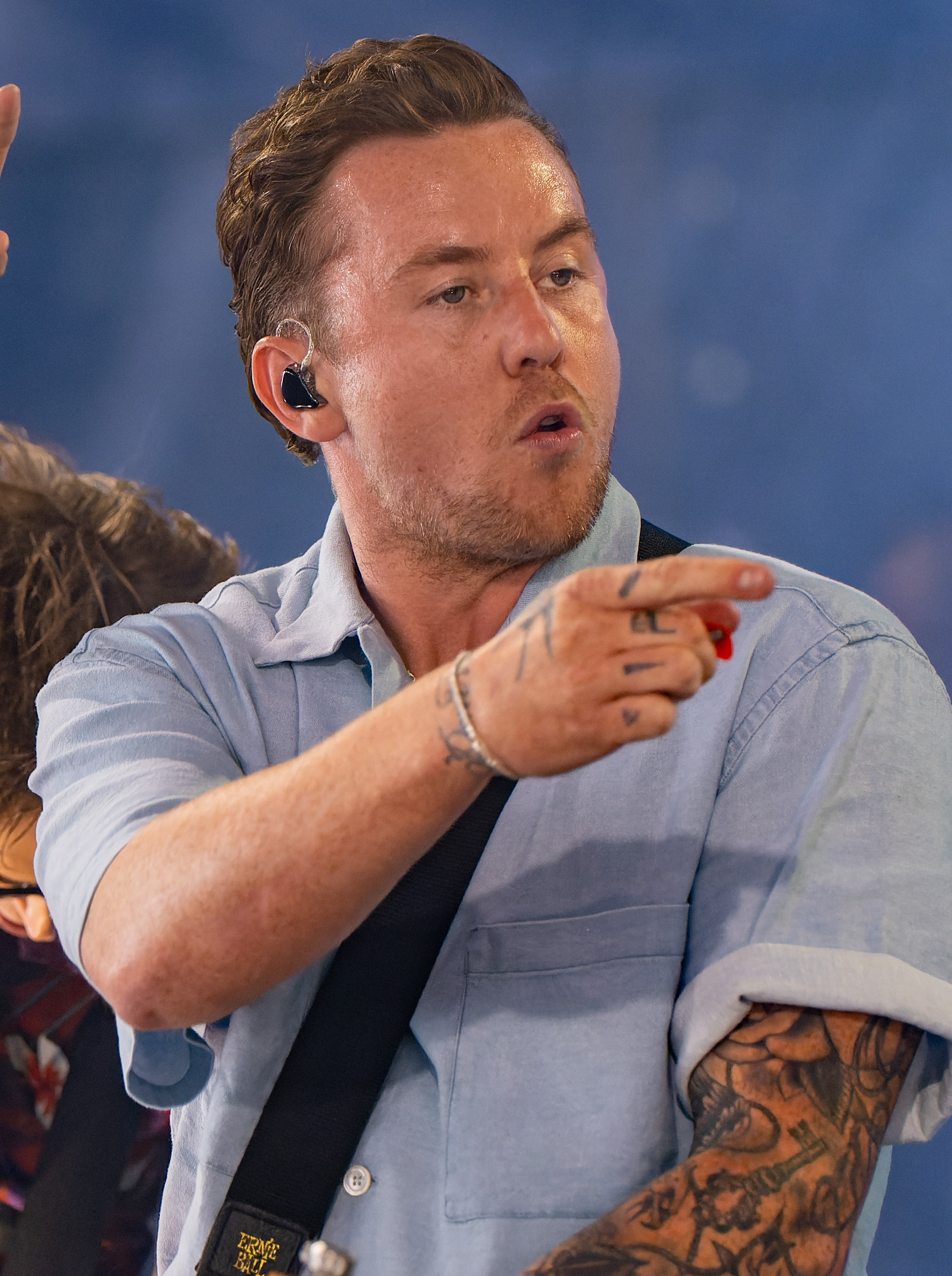
Danny Jones, candidat dI'm a Celebrity 24

La saison 24 débutera le 16 novembre 2024. 
| Candidat           | Occupation                                                 | Entrée jour | Sortie jour | Statut          |
| ------------------ | ---------------------------------------------------------- | ----------- | ----------- | --------------- |
| Danny Jones        | Chanteur du groupe McFly                                   | 1           | 22          | Vainqueur       |
| Coleen Rooney      | Personnalité de télévision et épouse de Wayne Rooney       | 1           | 22          | Seconde place   |
| Rev. Richard Coles | Prêtre anglican, ancien membre des Communards et animateur | 5           | 22          | Troisième place |
| Oti Mabuse         | Ancienne danseuse professionnelle de Strictly Come Dancing | 1           | 21          | Éliminée        |
| GK Barry           | Animatrice et Youtubeuse                                   | 1           | 20          | Éliminée        |
| Alan Halsall       | Acteur dont Coronation Street                              | 1           | 20          | Éliminé         |
| Maura Higgins      | Personnalité de télévision                                 | 5           | 19          | Éliminée        |
| Barry McGuigan     | Ancien boxeur                                              | 1           | 19          | Éliminé         |
| Melvin Odoom       | DJ et animateur radio                                      | 1           | 17          | Éliminé         |
| Tulisa             | Chanteuse et jurée de The X Factor                         | 1           | 16          | Éliminée        |
| Dean McCullough    | Animateur sur BBC Radio 1                                  | 1           | 15          | Éliminé         |
| Jane Moore         | Chroniqueuse de l'émission Loose Women                     | 1           | 13          | Éliminée        |

- Danny est le second membre du groupe McFly à remporter l'émission, après Dougie Poynter qui l'a remportée en 2011.
- Oti est la cinquième danseuse professionnelle de Strictly à participer après Camilla Dallerup (2009), Vincent Simone (2013), Ola Jordan (2016), et AJ Pritchard (2020)

## Aux États-Unis (2003, 2009)

### Saison 1
Diffusion : du 19 février 2003 au 5 mars 2003 sur ABC.
| Candidat              | Occupation                                                    | Arrivé | Sortie  | Statut    |
| --------------------- | ------------------------------------------------------------- | ------ | ------- | --------- |
| Cris Judd             | Danseur et ancien mari de Jennifer Lopez                      | Jour 1 | Jour 15 | Vainqueur |
| Melissa Rivers        | Vedette de télévision et fille de Joan Rivers                 | Jour 1 | Jour 15 | Deuxième  |
| John Melender         | Animateur radio                                               | Jour 1 | Jour 15 | Troisième |
| Bruce Jenner          | Athlète olympique                                             | Jour 1 | Jour 15 | Éliminé   |
| Downtown Julie Brown  | Ancienne animatrice de MTV                                    | Jour 1 | Jour 14 | Éliminée  |
| Tyson Beckford        | Mannequin                                                     | Jour 1 | Jour 13 | Éliminé   |
| Nikki Shieler-Ziering | Ancienne femme de Ian Ziering                                 | Jour 1 | Jour 12 | Éliminée  |
| Maria Conchita Alonso | Actrice                                                       | Jour 1 | Jour 11 | Éliminée  |
| Alana Stewart         | Mannequin et ancienne femme de George Hamilton et Rod Stewart | Jour 1 | Jour 10 | Éliminée  |
| Robin Leach           | Écrivain                                                      | Jour 1 | Jour 9  | Éliminé   |

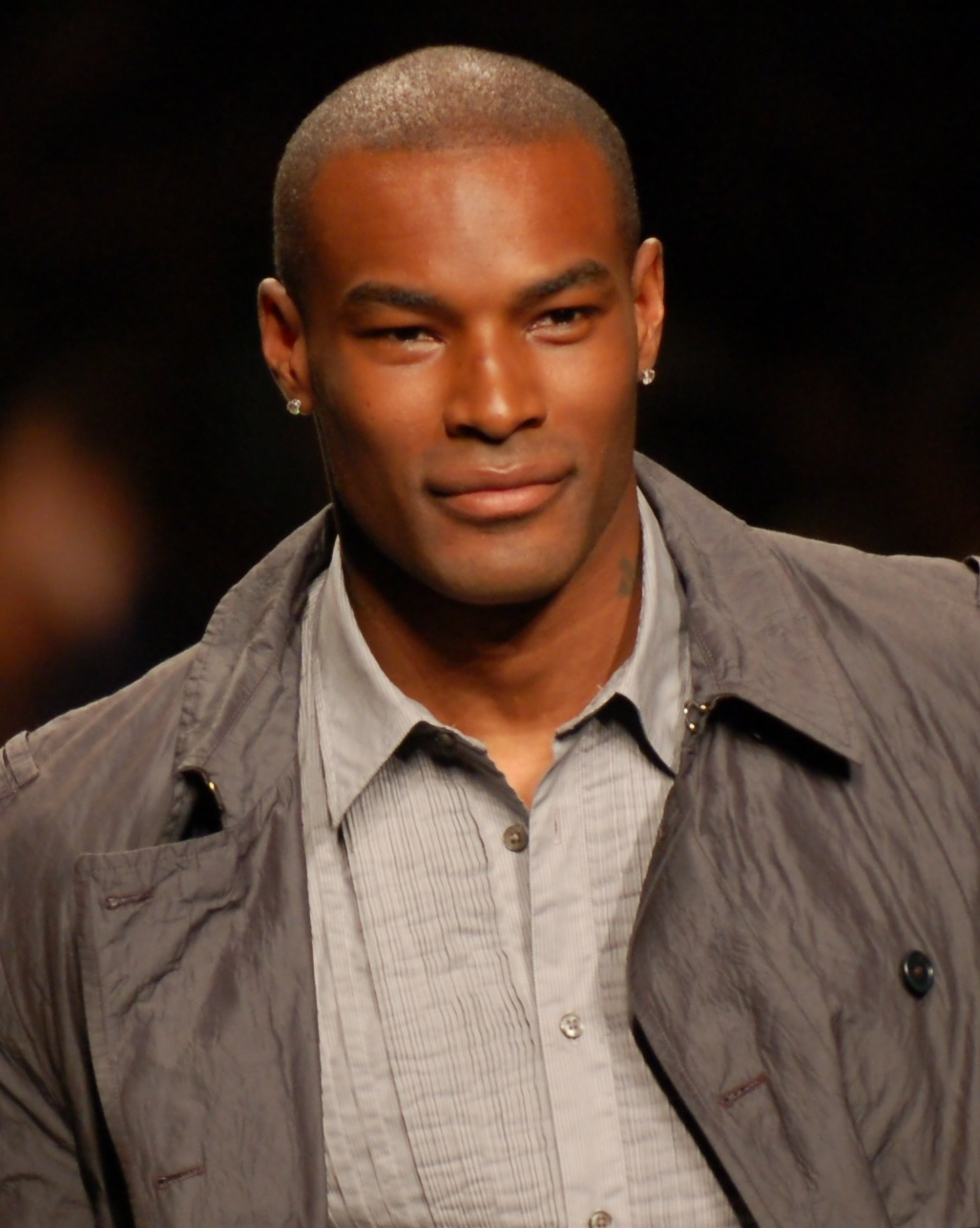
Tyson Beckford, candidat dI'm a Celebrity 1 US

- Melissa a participé à The Celebrity Apprentice 2.
- Bruce a participé à Skating with Celebrities, et fait partie de l'émission de télé réalité de E! L'Incroyable Famille Kardashian. En 2019, et sous le nom de Caitlyn, elle participe à la 19e saison anglaise. Seule Janice Dickinson a également participé aux deux versions.
- Alana a été mariée à George Hamilton, qui a participé à la version anglaise en 2009.

### Saison 2

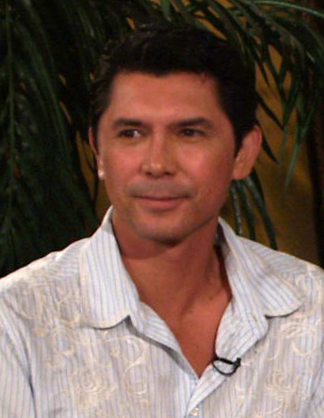
Lou Diamond Phillips, vainqueur dI'm a Celebrity 2 US

Cette saison a été diffusée du 1er juin 2009 au 24 juin 2009.
- Patti Blagojevich a remplacé au pied levé son mari, Rod Blagojevich, qui n'a pu honorer son contrat à cause de problèmes avec la justice. Il finira par participer à Celebrity Apprentice 3 en 2010, toujours sur NBC.
- Daniel Baldwin est arrivé le 5e jour pour remplacer le couple Heidi & Spencer qui avaient abandonnés le 2e jour.
- Holly Montag est arrivée le 8e jour pour remplacer sa petite sœur et son beau-frère, ainsi que Frances Callier. Heidi & Spencer, qui après être revenus le 4e jour dans le jeu, ont finalement décidés de quitter la jungle définitivement le 8e jour.
- L'abandon de Stephen Baldwin intervient au 19e jour d'aventure, et est remplacé par la dernière célébrité éliminée, Holly Montag.

| Candidat             | Occupation                                     | Entrée jour | Sortie jour | Résultat  |
| -------------------- | ---------------------------------------------- | ----------- | ----------- | --------- |
| Lou Diamond Phillips | Comédien                                       | 1           | 24          | Vainqueur |
| Torrie Wilson        | Ancienne catcheuse                             | 1           | 24          | Deuxième  |
| John Salley          | Ancien basketteur                              | 1           | 24          | Troisième |
| Patti Blagojevich    | Épouse de l'ancien Gouverneur Rod Blagojevich  | 1           | 23          | Éliminée  |
| Sanjaya Malakar      | Chanteur révélé par American Idol              | 1           | 23          | Éliminé   |
| Holly Montag         | Grande sœur d'Heidi Montag                     | 19          | 22          | Éliminée  |
| Holly Montag         | Grande sœur d'Heidi Montag                     | 8           | 18          | Éliminée  |
| Stephen Baldwin      | Acteur et auteur, membre de la Famille Baldwin | 1           | 19          | Abandon   |
| Janice Dickinson     | Supermodel et personnalité de la télévision    | 1           | 18          | Éliminée  |
| Daniel Baldwin       | Acteur, membre de la Famille Baldwin           | 5           | 11          | Éliminé   |
| Heidi Montag         | Vedette de The Hills                           | 4           | 8           | Abandon   |
| Heidi Montag         | Vedette de The Hills                           | 1           | 2           | Abandon   |
| Spencer Pratt        | Vedette de télévision                          | 4           | 8           | Abandon   |
| Spencer Pratt        | Vedette de télévision                          | 1           | 2           | Abandon   |
| Frances Callier      | Actrice et humoriste                           | 1           | 8           | Abandon   |
| Angela V. Shelton    | Humoriste                                      | 1           | 4           | Éliminée  |

- Heidi et Spencer sont mariés. Ils ont joué dans la série réalité Laguna Beach : The Hills de 2006 à 2010.
- Holly et Heidi sont sœurs.
- Frances et Angela font partie du duo comique Frangela.
- Stephen et Daniel sont frères, et Stephen a participé à Celebrity Big Brother 7 et The Celebrity Apprentice 1 et 6, et Daniel a participé à Celebrity Rehab.
- Janice a déjà participé en 2007 à l'émission, mais au Royaume-Uni, ainsi qu'à The Surreal Life et Celebrity Rehab.
- Daniel et Janice ont participé ensemble à Celebrity Big Brother 16.
- Heidi et Spencer ont participé à Celebrity Big Brother 11 en 2013, ainsi qu'à la saison 19 en 2017. Cette dernière réunissait notamment Kim Woodburn qui a été finaliste de la version anglaise en 2009.

## En Allemagne (2004-)
L'émission est diffusée sous le titre Ich bin ein Star – Holt mich hier raus!.
| Saison | Présentation  | Présentation    | Date de lancement | Date de la finale | Jour sur le camp | Nombre de célébrités | Vainqueur               | Deuxième            | Troisième          | Audience moyenne (en millions) |
| ------ | ------------- | --------------- | ----------------- | ----------------- | ---------------- | -------------------- | ----------------------- | ------------------- | ------------------ | ------------------------------ |
| 1      | Sonja Zietlow | Dirk Bach †     | 9 janvier 2004    | 20 janvier 2004   | 12               | 10                   | Costa Cordalis          | Lisa Fitz           | Daniel Küblböck    | 6.74                           |
| 2      | Sonja Zietlow | Dirk Bach †     | 23 octobre 2004   | 6 novembre 2004   | 15               | 10                   | Désirée Nick            | Isabel Varell       | Willi Herren       | 5.54                           |
| 3      | Sonja Zietlow | Dirk Bach †     | 11 janvier 2008   | 26 janvier 2008   | 16               | 10                   | Ross Antony             | Michaela Schaffrath | Bata Illic         | 4.86                           |
| 4      | Sonja Zietlow | Dirk Bach †     | 9 janvier 2009    | 24 Janvier 2009   | 16               | 10                   | Ingrid van Bergen       | Lorielle London     | Nico Schwanz       | 5.75                           |
| 5      | Sonja Zietlow | Dirk Bach †     | 14 January 2011   | 29 January 2011   | 16               | 11                   | Peer Kusmagk            | Katy Karrenbauer    | Thomas Rupprath    | 7.40                           |
| 6      | Sonja Zietlow | Dirk Bach †     | 13 janvier 2012   | 28 janvier 2012   | 16               | 11                   | Brigitte Nielsen        | Kim Gloss           | Rocco Stark        | 6.57                           |
| 7      | Sonja Zietlow | Daniel Hartwich | 11 janvier 2013   | 26 janvier 2013   | 17               | 12                   | Joey Heindle            | Olivia Jones        | Claudelle Deckert  | 7.34                           |
| 8      | Sonja Zietlow | Daniel Hartwich | 17 janvier 2014   | 1er février 2014  | 17               | 11                   | Melanie Müller          | Larissa Marolt      | Jochen Bendel      | 7.87                           |
| 9      | Sonja Zietlow | Daniel Hartwich | 16 janvier 2015   | 31 janvier 2015   | 17               | 11                   | Maren Gilzer            | Jörn Schlönvoigt    | Tanja Tischewitsch | 6.71                           |
| 10     | Sonja Zietlow | Daniel Hartwich | 15 janvier 2016   | 30 janvier 2016   | 16               | 12                   | Menderes Bağcı          | Sophia Wollersheim  | Thorsten Legat     | 7.09                           |
| 11     | Sonja Zietlow | Daniel Hartwich | 13 janvier 2017   | 28 janvier 2017   | 16               | 12                   | Marc Terenzi            | Hanka Rackwitz      | Florian Wess       | 6.52                           |
| 12     | Sonja Zietlow | Daniel Hartwich | 19 janvier 2018   | 3 février 2018    | 16               | 12                   | Jenny Frankhauser       | Daniele Negroni     | Tina York          | 5.54                           |
| 13     | Sonja Zietlow | Daniel Hartwich | 11 janvier 2019   | 26 janvier 2019   | 16               | 12                   | Evelyn Burdecki         | Felix van Deventer  | Peter Orloff       | 5.24                           |
| 14     | Sonja Zietlow | Daniel Hartwich | 10 janvier 2020   | 25 janvier 2020   | 16               | 12                   | Prince Damien Ritzinger | Sven Ottke          | Danni Büchner      | 5.27                           |
| 15     | Sonja Zietlow | Daniel Hartwich | 2022              | 2022              |                  |                      |                         |                     |                    |                                |

## En France (2006, 2019)

### Saison 1 (2006)

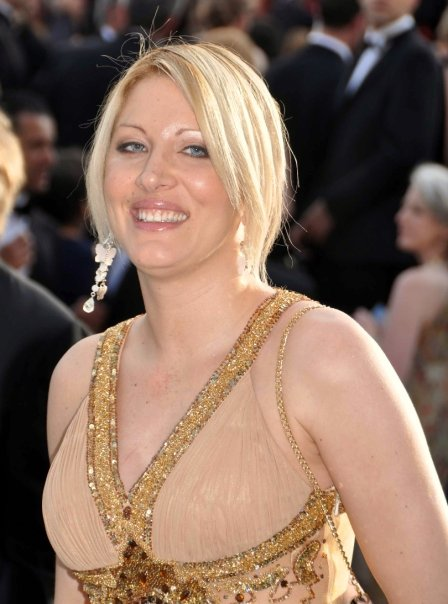
Loana, finaliste de Je suis une célébrité, sortez-moi de là !

L'émission est diffusée du 14 avril 2006 au 28 avril 2006.
| Candidat                   | Occupation                             | Arrivée | Départ  | Statut    |
| -------------------------- | -------------------------------------- | ------- | ------- | --------- |
| Richard Virenque           | Ancien coureur cycliste                | Jour 1  | Jour 16 | Vainqueur |
| Filip Nikolic              | Ancien membre des 2Be3, acteur         | Jour 1  | Jour 16 | Deuxième  |
| Loana Petrucciani          | Personnalité médiatique                | Jour 1  | Jour 16 | Troisième |
| Marielle Goitschel         | Ancienne skieuse alpine                | Jour 1  | Jour 16 | Quatrième |
| Charles-Philippe d'Orléans | Noble                                  | Jour 1  | Jour 15 | Éliminé   |
| Benjamin Bove              | Animateur de télévision et styliste    | Jour 1  | Jour 15 | Éliminé   |
| Indra                      | Chanteuse                              | Jour 1  | Jour 14 | Éliminée  |
| Omar Harfouch              | Homme d'affaires millionnaire          | Jour 1  | Jour 13 | Éliminé   |
| Satya Oblet                | Mannequin                              | Jour 1  | Jour 12 | Éliminé   |
| Delphine de Turckheim      | Comédienne et animatrice de télévision | Jour 1  | Jour 11 | Éliminée  |
| Agnès Soral                | Actrice                                | Jour 1  | Jour 10 | Éliminée  |
| Sonia Dubois               | Animatrice de télévision et comédienne | Jour 1  | Jour 9  | Éliminée  |

- Loana a participé à Loft Story 1 en 2001, et à la saison 2 Anges de la télé réalité en 2011.
- Richard a participé à Ice Show 1 en 2013.

### Saison 2 (2019)
L'émission a été diffusée du 9 juillet 2019 au 20 août 2019. 11 célébrités ont participé à cette nouvelle saison.
Cette saison est différente, car enregistrée à l'avance. Ce n'est donc plus le public qui vote pour éliminer les participants, ou élire le vainqueur.
| Candidat            | Occupation                                             | Arrivée | Départ  | Statut    |
| ------------------- | ------------------------------------------------------ | ------- | ------- | --------- |
| Gérard Vivès        | Acteur, humoriste et animateur de télévision           | Jour 1  | Jour 22 | Vainqueur |
| Frédérick Bousquet  | Champion de natation                                   | Jour 1  | Jour 22 | Deuxième  |
| Capucine Anav       | Chroniqueuse de télévision et comédienne               | Jour 1  | Jour 22 | Troisième |
| Giovanni Bonamy     | Mannequin et influenceur                               | Jour 1  | Jour 22 | Quatrième |
| Candice Pascal      | Danseuse et chorégraphe membre de Danse avec les stars | Jour 1  | Jour 21 | Abandon   |
| Nilusi              | Ancienne chanteuse des Kids United & actrice           | Jour 1  | Jour 18 | Éliminée  |
| Brahim Asloum       | Champion olympique de boxe                             | Jour 1  | Jour 15 | Abandon   |
| Sloane              | Chanteuse, membre du duo Peter et Sloane               | Jour 1  | Jour 12 | Éliminée  |
| Alexandra Rosenfeld | Miss France et Miss Europe 2006                        | Jour 1  | Jour 9  | Abandon   |
| Frédéric Longbois   | Comédien et chanteur, ancien candidat de The Voice     | Jour 1  | Jour 6  | Abandon   |
| Julien Lepers       | Ancien présentateur de Questions pour un champion      | Jour 1  | Jour 3  | Éliminé   |

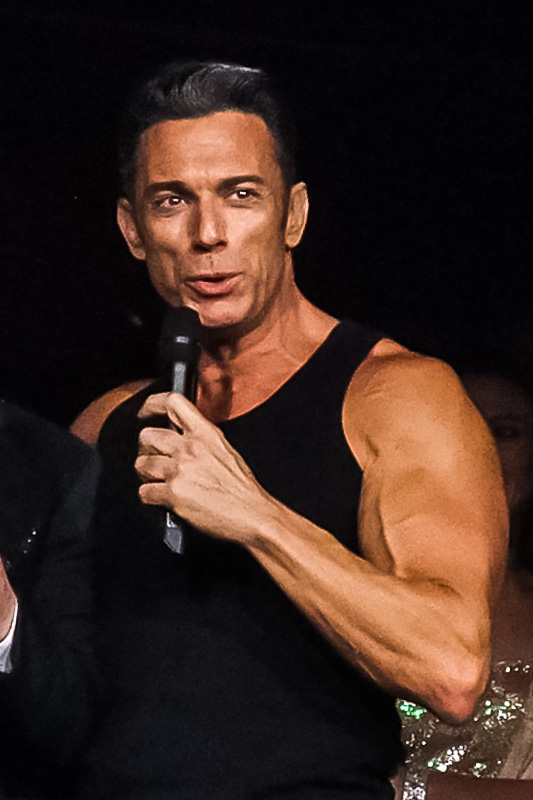
Gérard Vivès, vainqueur de la saison 2 de Je suis une célébrité, sortez-moi de là !

- Capucine a participé à la saison 6 de Secret Story en 2012, et a participé à l'émission Les Anges 5 en 2013.
- Brahim a été invité en 2003 dans l'émission Nice People.
- Julien a participé en 2016 à Danse avec les stars 7, et en 2018 au Meilleur Pâtissier VIP 3.
- Candice fait partie de la troupe de Danse avec les stars depuis 2011, et a remporté la saison 8 en 2017.
- Alexandra a participé en 2019 au Meilleur Pâtissier VIP 4.
- Gérard a participé à la saison 3 de Danse avec les stars en 2012; et a présenté en 2013 à Splash : le grand plongeon.

## En Inde (2009)
Titre original: Iss Jungle Se Mujhe Bachao.
Diffusion : du 13 juin 2009 au 4 septembre 2009
Célébrités :
- IshQ Bector : entrepreneur, producteur
- Aakashh Deeps Saigal : acteur, mannequin
- Chetan Hansraj : acteur
- Fiza Chand Mohammed : femme de Mohammed Chand
- Marc Robinson : mannequin
- Mona Wasu : chanteuse
- Palak Kaur Johal : chanteuse
- Anaida (en) : chanteuse
- Aman Yatan Verma : présentateur TV
- Jay Bhanushali
- Kashima Shah
- Chitrashi Rawat
- Mika Singh
- Negar Khan
- Shweta Tiwari

| Candidat  | Arrivée | Départ  | Statut    |
| --------- | ------- | ------- | --------- |
| Mona      | Jour 1  | Jour 54 | Vainqueur |
| Chetan    | Jour 1  | Jour 54 | Deuxième  |
| Anaida    | Jour 1  | Jour 54 | Troisième |
| Aakashh   | Jour 1  | Jour 52 | Éliminé   |
| Jay       | Jour 22 | Jour 50 | Éliminé   |
| Aman      | Jour 1  | Jour 46 | Éliminé   |
| Kashmira  | Jour 37 | Jour 46 | Abandon   |
| Marc      | Jour 1  | Jour 44 | Éliminé   |
| Chitrashi | Jour 22 | Jour 40 | Éliminée  |
| Mika      | Jour 22 | Jour 33 | Éliminé   |
| Negar     | Jour 13 | Jour 26 | Éliminé   |
| Palak     | Jour 1  | Jour 19 | Éliminée  |
| Shwela    | Jour 1  | Jour 13 | Abandon   |
| Fiza      | Jour 1  | Jour 12 | Éliminée  |
| IshQ      | Jour 1  | Jour 5  | Éliminé   |

## En Australie (2015-)
Légende :
 Roi de la Jungle
 Reine de la Jungle
| Saison | Date de lancement | Date de la finale | Jours sur le camp | Nombre de célébrités | Places d'honneurs | Places d'honneurs | Places d'honneurs        |
| Saison | Date de lancement | Date de la finale | Jours sur le camp | Nombre de célébrités | Vainqueur         | Deuxième place    | Troisième place          |
| ------ | ----------------- | ----------------- | ----------------- | -------------------- | ----------------- | ----------------- | ------------------------ |
| 1      | 1er février 2015  | 15 mars 2015      | 45                | 14                   | Andrew Flintoff   | Barry Hall        | Chrissie Swan            |
| 2      | 31 janvier 2016   | 13 mars 2016      | 45                | 12                   | Brendan Fevola    | Paul Harragon     | Laurina Fleure           |
| 3      | 29 janvier 2017   | 13 mars 2017      | 46                | 14                   | Casey Donovan     | Dane Swan         | Natalie Bassingthwaighte |
| 4      | 28 janvier 2018   | 12 mars 2018      | 45                | 15                   | Fiona O'Loughlin  | Shannon Noll      | Danny Green              |
| 5      | 13 janvier 2019   | 17 février 2019   | 33                | 14                   | Richard Reid      | Yvie Jones        | Shane Crawford           |
| 6      | 5 janvier 2020    | 2 février 2020    | 30                | 14                   | Miguel Maestre    | Dale Thomas       | Rhonda Burchmore         |
| 7      | 3 janvier 2021    | 31 janvier 2021   | 20                | 15                   | Abbie Chatfield   | Grant Denyer      | Jess Eva                 |
| 8      | 3 janvier 2022    | 30 janvier 2022   | 20                | 13                   | Dylan Lewis       | Brooke MClymont   | Nathan Buckley           |
| 9      | 2 avril 2023      | 30 avril 2023     | 30                | 14                   | Liz Ellis         | Harry Garside     | Aesha Scott              |
| 10     | 24 mars 2024      |                   |                   |                      |                   |                   |                          |

### Saison 1 (2015)
La première saison est diffusée entre le 1er février 2015 et le 15 mars 2015.
| Candidat          | Occupation                           | Arrivée | Départ  | Statut    |
| ----------------- | ------------------------------------ | ------- | ------- | --------- |
| Freddie Flintoff  | Joueur de cricket                    | Jour 17 | Jour 45 | Vainqueur |
| Barry Hall        | Joueur de football australien        | Jour 1  | Jour 45 | Deuxième  |
| Chrissie Swan     | Animatrice de télévision et de radio | Jour 1  | Jour 45 | Troisième |
| Maureen McCormick | Actrice américaine                   | Jour 1  | Jour 42 | Éliminée  |
| Joel Creasey      | Comédien                             | Jour 1  | Jour 41 | Éliminé   |
| Anna Heinrich     | Gagnante du Bachelor 1               | Jour 10 | Jour 40 | Éliminée  |
| Julie Goodwin     | Chef cuisinière                      | Jour 17 | Jour 40 | Éliminée  |
| Merv Hughes       | Joueur de cricket                    | Jour 1  | Jour 39 | Éliminé   |
| Tyson Mayr        | Mannequin                            | Jour 1  | Jour 38 | Éliminé   |
| Andrew Daddo      | Animateur de télévision              | Jour 1  | Jour 31 | Éliminé   |
| Lauren Brant      | Chanteuse                            | Jour 1  | Jour 24 | Éliminée  |
| Laura Dundovic    | Miss Universe Australie 2008         | Jour 1  | Jour 17 | Éliminée  |
| Tim Robards       | Vedette du Bachelor 1                | Jour 10 | Jour 17 | Éliminé   |
| Leisel Jones      | Championne Olympique de natation     | Jour 1  | Jour 10 | Éliminée  |

- Maureen participera en 2016 à Dancing with the Stars USA.

### Saison 2 (2016)
La deuxième saison est diffusée du 31 janvier 2016 au 13 mars 2016.
Durant cette saison 2, plusieurs célébrités ont été invités:
- La zoologiste et vedette de télévision Terri Irwin et ces deux enfants, Bindi Irwin (gagnante de la 21e saison de Dancing with the Stars) et Bob Irwin
- Les animateurs radio Ryan Fitzgerald et Michael "Wippa" Wipfli
- La journaliste Sandra Sully

| Candidat         | Occupation                                      | Arrivée | Départ  | Statut    |
| ---------------- | ----------------------------------------------- | ------- | ------- | --------- |
| Brendan Fevola   | Joueur de Football australien                   | Jour 1  | Jour 45 | Vainqueur |
| Paul Harragon    | Ancien joueur de rugby                          | Jour 1  | Jour 45 | Deuxième  |
| Laurina Fleure   | Candidate du Bachelor                           | Jour 1  | Jour 45 | Troisième |
| Anthony Callea   | Chanteur                                        | Jour 1  | Jour 42 | Éliminé   |
| Shane Warne      | Joueur de cricket et ex d'Elizabeth Hurley      | Jour 2  | Jour 41 | Éliminé   |
| Havana Brown     | Disc Jockey et chanteuse                        | Jour 1  | Jour 40 | Éliminée  |
| Jo Beth Taylor   | Chanteuse                                       | Jour 1  | Jour 39 | Éliminée  |
| Val Lehman       | Acteur                                          | Jour 1  | Jour 38 | Éliminé   |
| Dean Geyer       | Chanteur et acteur (Glee) australo-sud africain | Jour 1  | Jour 31 | Éliminé   |
| Bonnie Lythgoe   | Danseuse                                        | Jour 1  | Jour 24 | Éliminée  |
| Akmal Saleh      | Comédien                                        | Jour 1  | Jour 17 | Éliminé   |
| Courtney Hancock | Athlète                                         | Jour 1  | Jour 9  | Éliminée  |

- Dean a été finaliste en 2005 de Australian Idol 3.

### Saison 3 (2017)
L'émission débute le 29 janvier 2017, et se termine 46 jours plus tard, le 13 mars 2017.
Cette saison l'animateur de télévision Osher Günsberg est invité dans la jungle, tout comme l'animatrice Sandra Sully.
| Candidat                 | Occupation                                          | Arrivée | Départ  | Statut    |
| ------------------------ | --------------------------------------------------- | ------- | ------- | --------- |
| Casey Donovan            | Chanteuse ayant remporté Australian Idol 2          | Jour 1  | Jour 46 | Vainqueur |
| Dane Swan                | Ancien joueur de Football australien                | Jour 1  | Jour 46 | Deuxième  |
| Natalie Bassingthwaighte | Chanteuse, actrice et personnalité de télévision    | Jour 1  | Jour 46 | Troisième |
| Nazeem Hussain           | Comédien                                            | Jour 1  | Jour 45 | Éliminé   |
| Steve Price              | Animateur de radio                                  | Jour 1  | Jour 42 | Éliminé   |
| Lisa Curry               | Championne olympique de natation                    | Jour 1  | Jour 41 | Éliminée  |
| Ash Pollard              | Participante de My Kitchen Rules 6                  | Jour 1  | Jour 40 | Éliminée  |
| Carson Kressley          | Personnalité de télévision américaine               | Jour 25 | Jour 39 | Éliminé   |
| Tegan Martin             | Miss Australie 2014                                 | Jour 1  | Jour 38 | Éliminée  |
| Keira Maguire            | Vedette du Bachelor 4                               | Jour 19 | Jour 35 | Éliminée  |
| Chris Smith              | Personnalité de télévision et mannequin             | Jour 2  | Jour 35 | Éliminé   |
| Tziporah Malka           | Ancienne mannequin, actrice                         | Jour 2  | Jour 31 | Éliminée  |
| Jay Laga'aia             | Acteur (Star Wars) et chanteur                      | Jour 1  | Jour 24 | Éliminé   |
| Tom Arnold               | Acteur hollywoodien et ancien mari de Roseanne Barr | Jour 1  | Jour 17 | Éliminé   |

- Jay a été finaliste de l'unique saison de Celebrity Big Brother en 2002.
- Natalie a animé So You Think You Can Dance Australia de 2008 à 2010, été jurée de The X Factor Australia entre 2011 et 2014, et de The X Factor New Zeland en 2015.
- Ash a fini 3e de la 15e et dernière saison de Dancing with the Stars Australie en 2015.
- Carson a participé à Dancing with the Stars 13 en 2011, et à Celebrity Apprentice 8 en 2017.

### Saison 4 (2018)
L'émission débute le 28 janvier 2018.

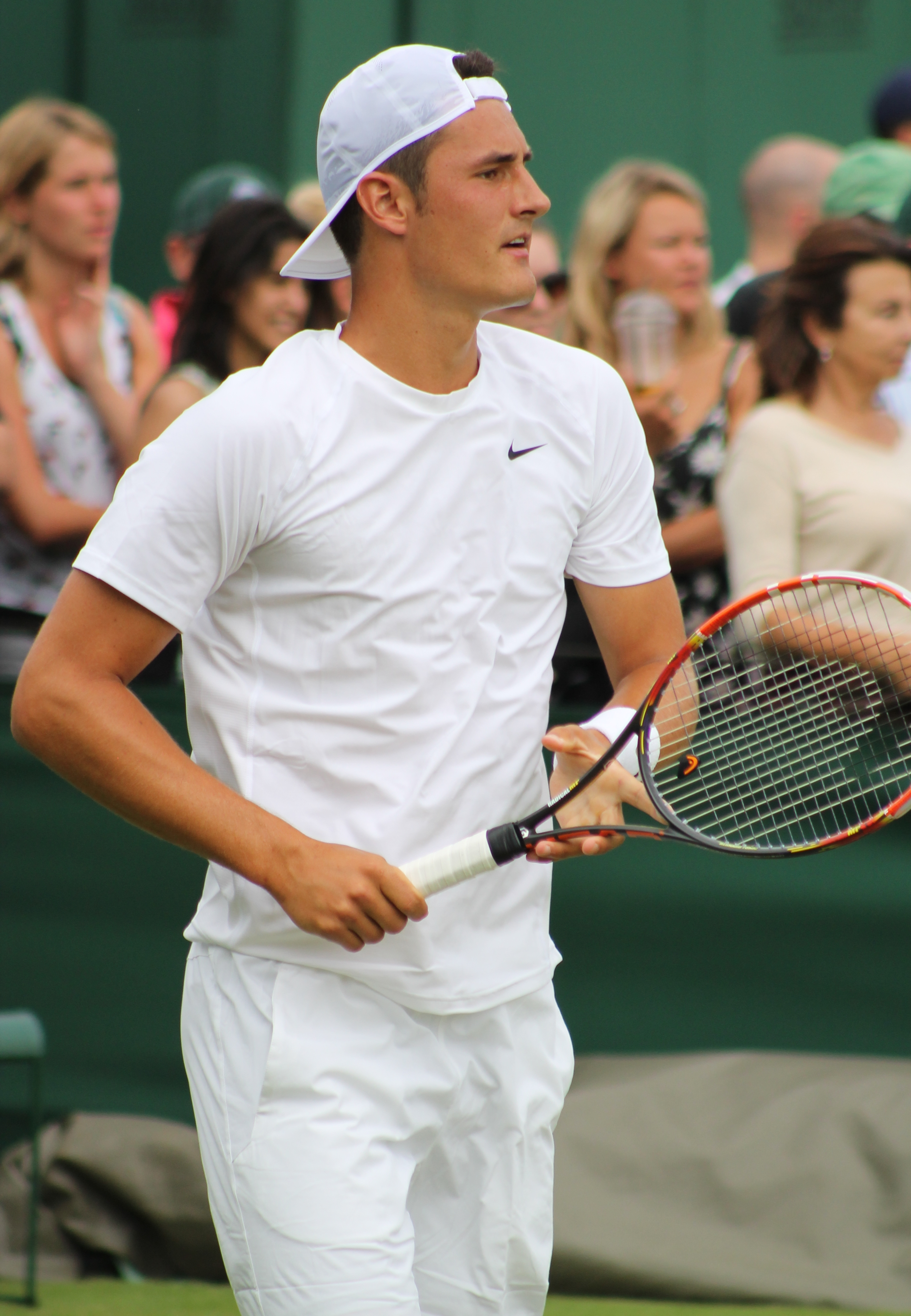
Bernard Tomic, candidat dI'm a Celebrity 4

- Au bout du 3e jour Bernard Tomic abandonne l'aventure. C'est la première célébrité de la version australienne qui abandonne I'm a Celebrity, depuis la création en 2015.
- Le 12e jour c'est au tour d'Anthony Mundine d'abandonner.

| Candidat          | Occupation                                            | Arrivée | Départ  | Statut    |
| ----------------- | ----------------------------------------------------- | ------- | ------- | --------- |
| Fiona O'Loughlin  | Comédienne                                            | Jour 1  | Jour 45 | Vainqueur |
| Shannon Noll      | Chanteur                                              | Jour 1  | Jour 45 | Deuxième  |
| Danny Green       | Champions du monde de boxe anglaise                   | Jour 7  | Jour 45 | Troisième |
| Vicky Pattison    | Vedette de télévision anglaise                        | Jour 17 | Jour 44 | Éliminée  |
| Simone Holtznagel | Mannequin                                             | Jour 1  | Jour 41 | Éliminée  |
| Peter Rowsthorn   | Acteur                                                | Jour 1  | Jour 40 | Éliminé   |
| Jackie Gillies    | Vedette de télévision                                 | Jour 1  | Jour 39 | Éliminée  |
| Josh Gibson       | Joueur de football AFL                                | Jour 1  | Jour 38 | Éliminé   |
| Paul Burrell      | Ancien fonctionnaire de la famille royale britannique | Jour 17 | Jour 37 | Éliminé   |
| Lisa Oldfield     | Vedette de The Real Housewives of Sydney              | Jour 24 | Jour 34 | Éliminée  |
| David Oldfield    | Ancien homme politique                                | Jour 24 | Jour 30 | Éliminé   |
| Kerry Armstrong   | Actrice                                               | Jour 1  | Jour 23 | Éliminée  |
| Tiffany Darwish   | Chanteuse américaine                                  | Jour 1  | Jour 14 | Éliminée  |
| Anthony Mundine   | Boxeur et ancien rugbyman                             | Jour 2  | Jour 12 | Abandon   |
| Bernard Tomic     | Joueur de tennis                                      | Jour 1  | Jour 3  | Abandon   |

- Paul est arrivé 2e lors de la finale de la saison 4 anglaise.
- Vicky a remporté la 15e saison de la version anglaise.
- Lisa Oldfield et David Oldfield sont mariés.
- Anthony participe à Celebrity Big Brother en 2002, comme Jay de la saison 3.

### Saison 5 (2019)

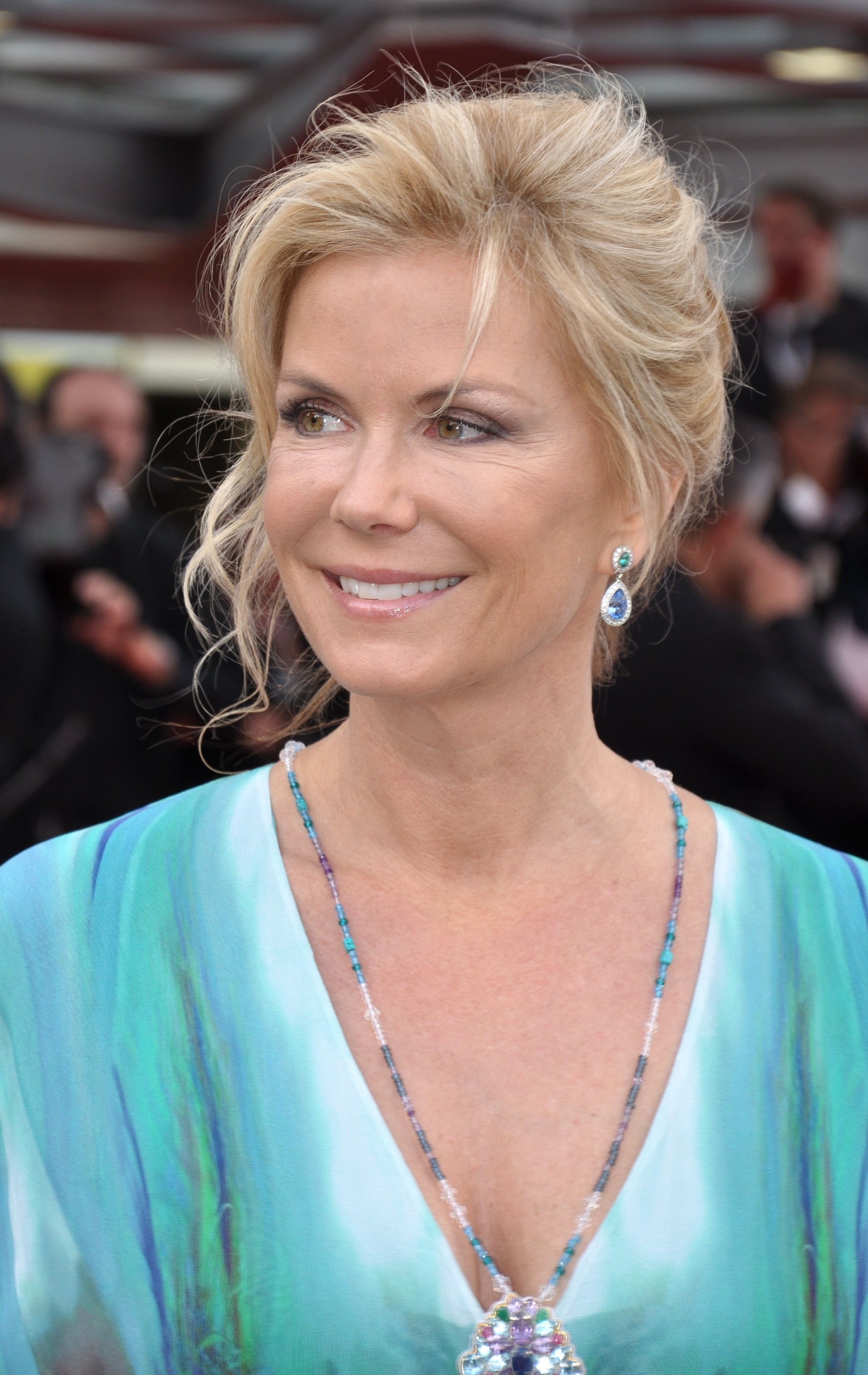
Katherine Kelly Lang, candidate dI'm a Celebrity 5

Cette saison durera 4 semaines au lieu de 6 habituellement. Elle débute le 13 janvier 2019, et se termine le 12 février 2019.
La finale est préenregistrée, et est diffusée le 17 février 2019.
Pamela Anderson était en négociation pour apparaitre dans le programme,.
| Candidat             | Occupation                                                 | Arrivée | Départ  | Statut    |
| -------------------- | ---------------------------------------------------------- | ------- | ------- | --------- |
| Richard Reid         | Ancien chroniqueur de Today                                | Jour 1  | Jour 33 | Vainqueur |
| Yvie Jones           | Ancienne vedette de Gogglebox                              | Jour 3  | Jour 33 | Deuxième  |
| Shane Crawford       | Animateur de télévision et ancien footballeur AFL          | Jour 10 | Jour 33 | Troisième |
| Luke Jacobz          | Animateur de télévision et acteur                          | Jour 1  | Jour 32 | Éliminé   |
| Angie Kent           | Ancienne vedette de Gogglebox                              | Jour 3  | Jour 32 | Éliminée  |
| Justin Lacko         | Mannequin et vedette de télévision                         | Jour 1  | Jour 31 | Éliminé   |
| Natasha Exelby       | Journaliste                                                | Jour 1  | Jour 30 | Éliminée  |
| Justine Schofield    | Chef cuisinière révélée par MasterChef Australia           | Jour 1  | Jour 27 | Éliminée  |
| Tahir Bilgiç         | Comédien de stand-up et acteur                             | Jour 1  | Jour 26 | Éliminé   |
| Dermott Brereton     | Ancien footballeur de AFL                                  | Jour 1  | Jour 25 | Éliminé   |
| Katherine Kelly Lang | Actrice de télévision américaine (Amour, Gloire et Beauté) | Jour 17 | Jour 24 | Éliminée  |
| Jacqui Lambie        | Ancienne femme politique                                   | Jour 1  | Jour 23 | Éliminée  |
| Sam Dastyari         | Ancien homme politique du Sénat australien                 | Jour 1  | Jour 16 | Éliminé   |
| Ajay Rochester       | Actrice, auteur et productrice                             | Jour 1  | Jour 11 | Éliminée  |

- Luke a remporté Dancing with the Stars Australia en 2008.
- Katherine a participé en 2014, à la 10e saison de Ballando con le stelle.

### Saison 6 (2020)
La saison débute le 5 janvier 2020, et se termine le 2 février 2020.
| Candidat         | Occupation                                              | Entrée jour | Sortie jour | Statut    |
| ---------------- | ------------------------------------------------------- | ----------- | ----------- | --------- |
| Miguel Maestre   | Chef restaurateur, auteur et présentateur de télévision | 1           | 30          | Vainqueur |
| Dale Thomas      | Joueur de football australien                           | 2           | 30          | Deuxième  |
| Rhonda Burchmore | Actrice et chanteuse                                    | 1           | 30          | Troisième |
| Cosentino        | Illusioniste et personnalité de télévision              | 8           | 27          | Éliminé   |
| Charlotte Crosby | Personnalité de télévision britannique                  | 1           | 26          | Éliminée  |
| Myf Warhurst     | Personnalité de télévision                              | 1           | 25          | Éliminée  |
| Ryan Gallagher   | Vedette de télévision révélé par Married at First Sight | 1           | 25          | Éliminé   |
| Perez Hilton     | Blogueur et personnalité de télévision américaine       | 16          | 24          | Éliminé   |
| Tanya Hennesy    | Youtubeuse                                              | 1           | 23          | Éliminée  |
| Tom Williams     | Animateur de télévision                                 | 1           | 20          | Éliminé   |
| Erin Barnett     | Ancienne participante de Love Island                    | 1           | 18          | Éliminée  |
| Billy Brownless  | Ancien joueur de AFL, animateur de radio et télévision  | 2           | 18          | Éliminé   |
| Nikki Osborne    | Comédienne                                              | 1           | 16          | Éliminée  |
| Dilruk Jayasinha | Comédien sri lankais                                    | 1           | 13          | Éliminé   |

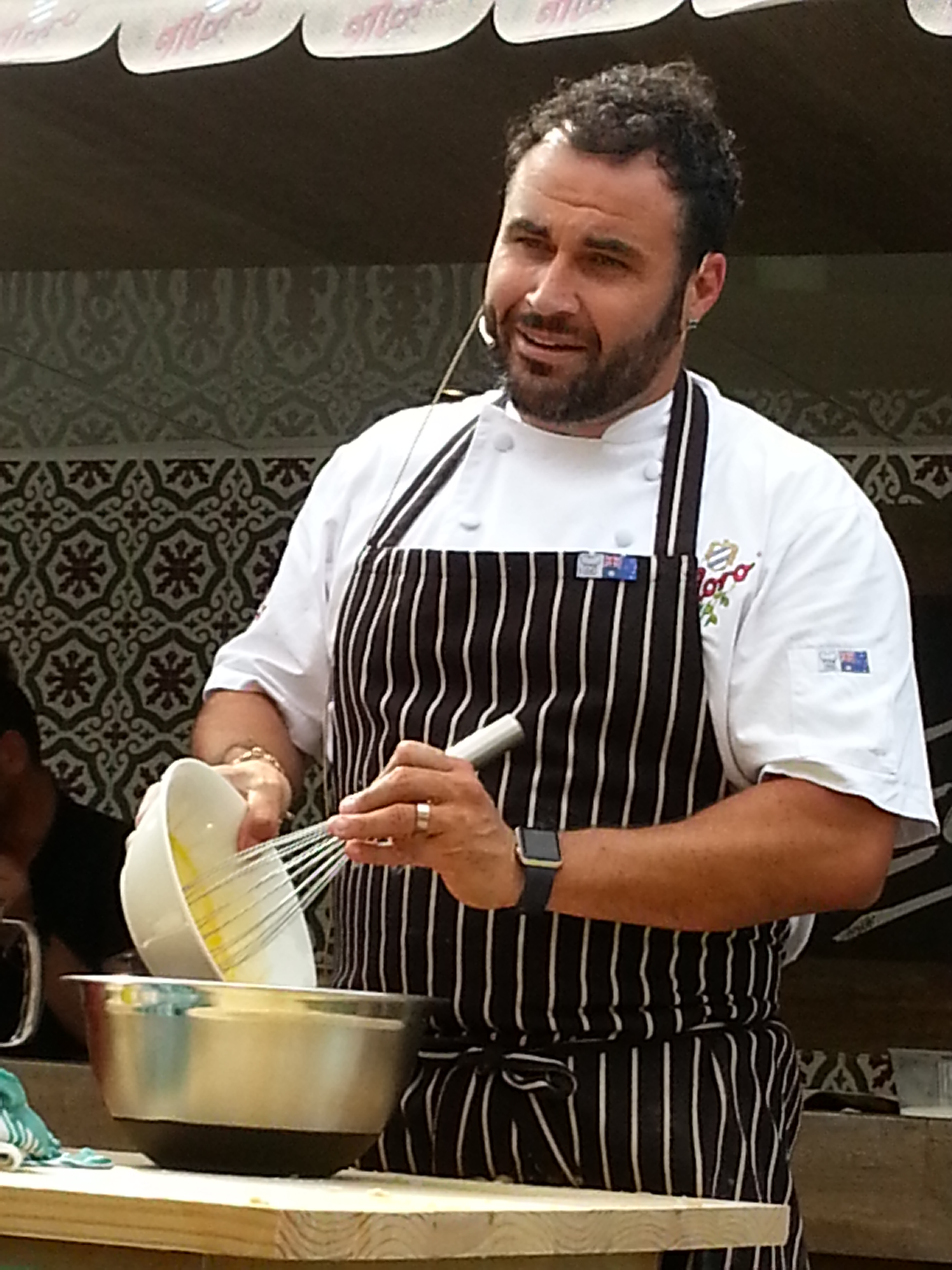
Miguel Maestre, vainqueur dI'm a Celebrity 6

- Miguel a participé en 2019 à la 16e saison de la version australienne de Dancing with the Stars. Durant cette même saison Courtney Act (vainqueur de la 21e saison de Celebrity Big Brother) y est finaliste.
- Charlotte a remporté en 2013 à la saison 12 de Celebrity Big Brother.
- Cosentino a participé à Australia's Got Talent, Asia's Got Talent et America's Got Talent: The Champions, et a remporté en 2013 Dancing with the Stars en Australie.
- Perez a participé en 2015 à Celebrity Big Brother 15. En 2011 il a été invité lors de la 4e saison des Anges de la télé réalité. Dennis Rodman a aussi été invité cette même saison (il a participé à Celebrity Big Brother 4 et à deux reprises à Celebrity Apprentice).

### Saison 7 (2021)

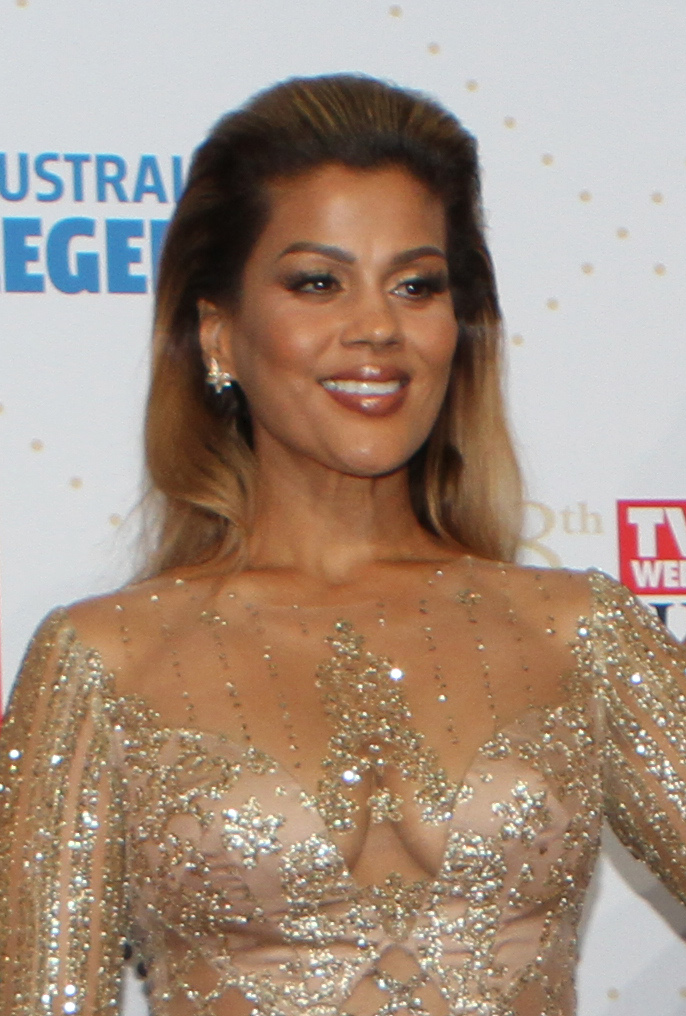
Pettifleur Berenger, candidate dI'm a Celebrity 7

La saison 7 est tournée en Australie, en raison de la pandémie de Covid-19. C'est la première fois que l'émission est enregistré à l'avance. Le tournage s'est déroulé du 17 novembre 2020 au 15 décembre 2020.
La diffusion débute le 3 janvier 2021, et se termine le 31 janvier 2021. Le principe de l'émission est comme lors de la saison 2 de Je suis une célébrité, sortez-moi de là !, étant donné que l'émission a été enregistrée des semaines auparavant.
Le gagnant de la saison 6, Miguel Maestre, est invité lors du 1re épisode, et le comédien Glenn Robbins lors du 5e épisode.
| Candidat                       | Occupation                                             | Entrée jour | Sortie jour | Statut    |
| ------------------------------ | ------------------------------------------------------ | ----------- | ----------- | --------- |
| Abbie Chatfield                | Vedette de télévision dont Love Island Australia       | 1           | 21          | Vainqueur |
| Grant Denyer                   | Animateur de télévision et de radio                    | 1           | 21          | Deuxième  |
| Jess Eva                       | Ancienne participante de The Block et animatrice radio | 1           | 21          | Troisième |
| Toni Pearen                    | Actrice et chanteuse                                   | 1           | 21          | Éliminée  |
| Colin Fassnidge                | Chef cuisinier et personnalité de télévision           | 4           | 21          | Éliminé   |
| Travis Varcoe                  | Ancien joueur de Football australien                   | 1           | 21          | Éliminé   |
| Ash Williams                   | Comédien                                               | 1           | 21          | Éliminé   |
| Robert "Dipper" DiPierdomenico | Ancien joueur de Football australien                   | 2           | 20          | Éliminé   |
| Adam Densten                   | Vedette de télévision                                  | 12          | 20          | Éliminé   |
| Paulini Curuenavuli            | Chanteuse, compositrice et actrice fidjo-australienne  | 1           | 19          | Éliminée  |
| Symon Lovett                   | Vedette de télévision                                  | 12          | 18          | Éliminé   |
| Alli Simpson                   | Mannequin, chanteuse, actrice et sœur de Cody Simpson  | 8           | 17          | Éliminée  |
| Pettifleur Berenger            | Vedette de The Real Housewives of Melbourne            | 3           | 16          | Éliminée  |
| Jack Vidgen                    | Chanteur et personnalité de télévision                 | 1           | 11          | Éliminé   |
| Mel Buttle                     | Comédienne et animatrice de télévision                 | 1           | 4           | Abandon   |

- Paulini a participé à Australian Idol 1 en 2003, et à Masked Singer Australia 1 en 2019.
- Colin est juge sur l'émission My Kitchen Rules depuis la saison 4 en 2013.
- Jack a remporté Australia's Got Talent 5 en 2011, et a participé à The Voice (Australie) 8 en 2019.
- Grant a remporté Dancing with the Stars Australia en 2006. Il est l'animateur de Dancing with the Stars Australia depuis 2019.
- Adam et Symon ont participé à l'émission Gogglebox Australia des saisons 1 à 10 (2015-2019), comme Angie et Yvie de la saison 5 (elles lors des saisons 1 à 8, de 2015 à 2018).

### Saison 8 (2022)

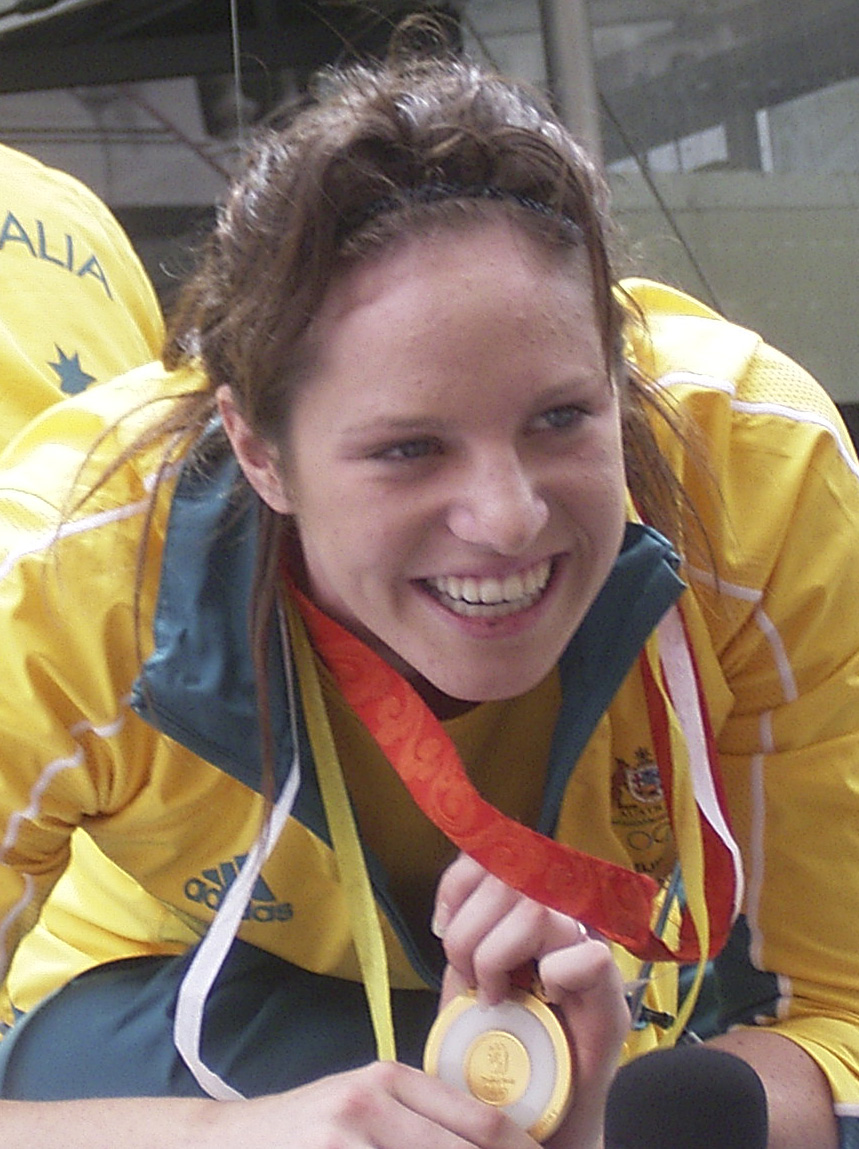
Emily Seebohm, candidate dI'm a Celebrity 8

La saison 8 est tournée en Australie, en raison de la pandémie de Covid-19. C'est la deuxième fois que l'émission est enregistré à l'avance. Le tournage s'est déroulé du 2 septembre 2021 au 20 septembre 2021.
La diffusion débute le 3 janvier 2022, et se termine le 31 janvier 2022. Le principe de l'émission est comme lors de la saison précédente.
| Candidat         | Occupation                                                           | Entrée jour | Sortie jour | Statut    |
| ---------------- | -------------------------------------------------------------------- | ----------- | ----------- | --------- |
| Dylan Lewis      | Animateur de télévision et radio                                     | 1           | 20          | Vainqueur |
| Brooke MClymont  | Chanteuse                                                            | 1           | 20          | Deuxième  |
| Nathan Buckley   | Entraîneur de football australien                                    | 1           | 20          | Troisième |
| Emily Seebohm    | Championne olympique de natation                                     | 1           | 20          | Éliminée  |
| David Subritzky  | Non célèbre                                                          | 1           | 20          | Éliminé   |
| Joey Essex       | Personnalité de télévision anglaise révélé par The Only Way Is Essex | 2           | 20          | Éliminé   |
| Poh Ling Yeow    | Cuisinière d'origine malaisienne                                     | 1           | 19          | Éliminée  |
| Cal Wilson       | Comédienne néo-zélandaise                                            | 1           | 18          | Éliminée  |
| Tottie Goldsmith | Actrice et chanteuse                                                 | 6           | 17          | Éliminée  |
| Derek Kickett    | Ancien joueur de football australien                                 | 1           | 16          | Éliminé   |
| Maria Thattil    | Miss Australie 2020                                                  | 1           | 15          | Éliminée  |
| Beau Ryan        | Ancien footballeur australien et personnalité de la télévision       | 1           | 14          | Abandon   |
| Davina Rankin    | Personnalité de Married at First Sight                               | 3           | 10          | Éliminée  |

- Joey a participé à la version anglaise en 2013. Après Vicky Pattison et Paul Burrell de la saison 4, il est le 3e à avoir participé aux deux versions.

### Saison 9 (2023)

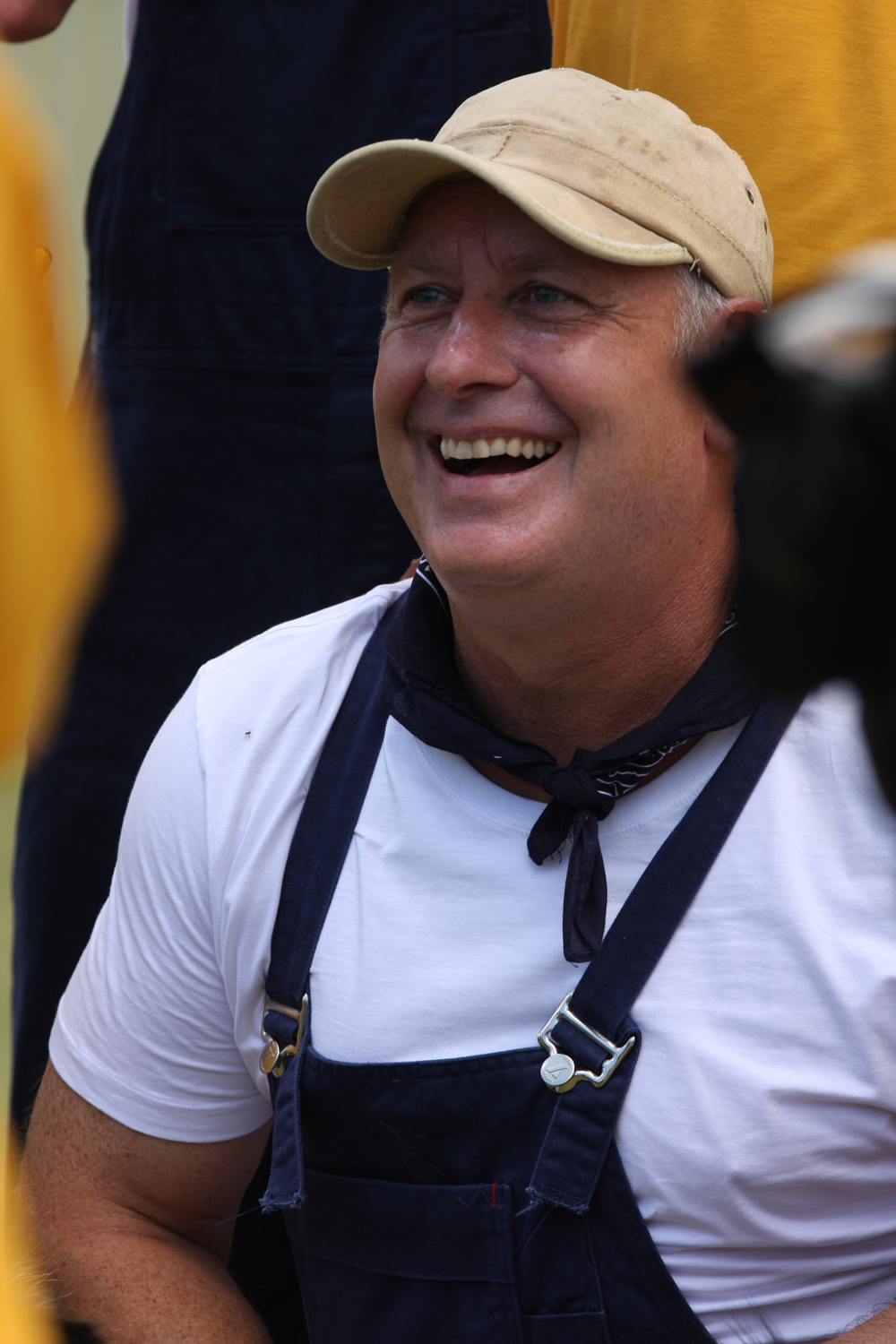
Ian Dickson, candidat dI'm a Celebrity 9

La saison 9 est tournée en Afrique, comme lors des saisons 1 à 7.
La diffusion débute le 2 avril 2023, et se termine le 30 avril 2023.
| Candidat             | Occupation                                      | Entrée jour | Sortie jour | Statut         |
| -------------------- | ----------------------------------------------- | ----------- | ----------- | -------------- |
| Liz Ellis            | Ancienne joueuse de Netball                     | 1           | 30          | Vainqueur      |
| Harry Garside        | Boxeur                                          | 1           | 30          | Deuxième       |
| Aesha Scott          | Vedette de Below Deck                           | 1           | 30          | Troisième      |
| Nathan Henry         | Vedette de Geordie Shore                        | 1           | 27          | Éliminé        |
| Adam Cooney          | Ancien joueur de football australien            | 1           | 27          | Éliminé        |
| Woody Whitelaw       | Animateur de radio                              | 1           | 26          | Éliminé        |
| Peter Helliar        | Comédien et animateur de télévision             | 1           | 25          | Éliminé        |
| Domenica Calarco     | Ancienne participante de Married at First Sight | 1           | 23          | Éliminée       |
| Debra Lawrance       | Actrice dont Summer Bay                         | 1           | 20          | Éliminée       |
| Nick Cummins         | Ancien rugbyman et ancien Bachelor 6            | 9           | 19          | Éliminé        |
| Ian "Dicko" Dickson  | Personnalité médiatique                         | 1           | 16          | Éliminé        |
| Bianca Hunt          | Présentatrice de télévision                     | 1           | 16          | Éliminée       |
| Anna Polyviou        | Chef cuisinière                                 | 1           |             | Dans la savane |
| Kerri-Anne Kennerley | Animatrice de télévision                        | 2           | 6           | Abandon        |

### Saison 10 (2024)

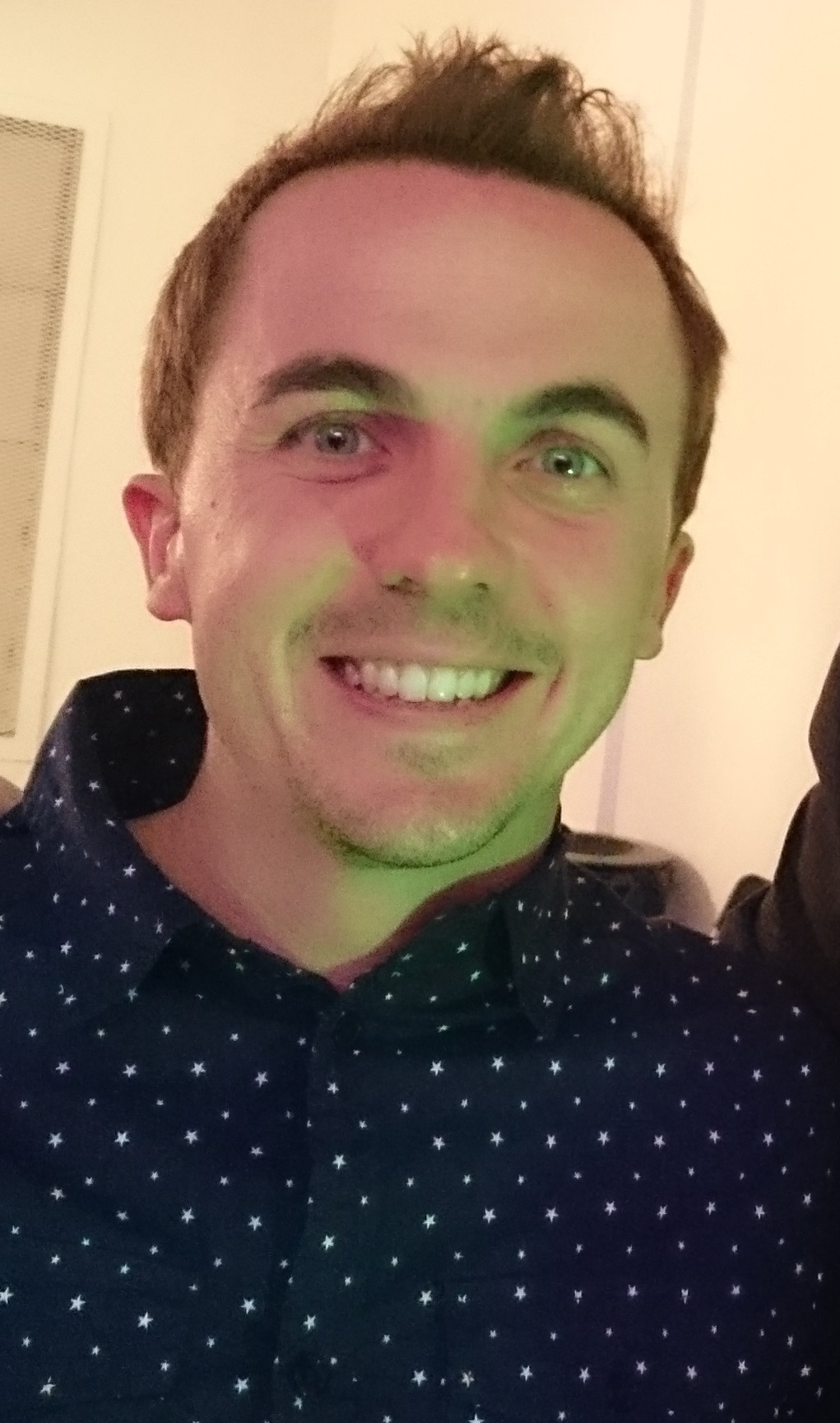
Frankie Muniz, candidat dI'm a Celebrity 10

La saison 9 est tournée en Afrique, comme lors des saisons 1 à 7.
La diffusion débute le 24 mars 2024.
C'est Robert Irwin qui remplace Chris Brown à la présentation, toujours avec Julia Morris. 
| Candidat         | Occupation                                        | Entrée jour | Sortie jour | Statut         |
| ---------------- | ------------------------------------------------- | ----------- | ----------- | -------------- |
| Brittany Hockley | ANimatrice sur KIIS Network                       | 1           |             | En compétition |
| Peter Daicos     | Ancien joueur de Football australien              | 1           |             | En compétition |
| Frankie Muniz    | Acteur américain révélé par Malcolm in the middle | 1           |             | En compétition |
| Candice Warner   | Ancienne surfeuse et femme de David Warner        | 1           |             | En compétition |
| Tristan MacManus | Danseur et présentateur de Studio 10              | 1           |             | En compétition |
| Stephen K. Amos  | Comédien de stand-up                              | 1           |             | En compétition |
| Ellie Cole       | Nageuse paralympique                              | 1           |             | En compétition |
| Skye Wheatley    | Influenceuse révélée par Big Brother 11           | 1           |             | En compétition |
| Michelle Bridges | Coach sportive et personnalité de télévision      | 1           |             | En compétition |
| Khanh Ong        | Participant de MasterChef Australia               | 1           |             | En compétition |
| Callum Hole      | Participant de Love Island                        | 1           |             | En compétition |

- Frankie a été finaliste de Dancing with the Stars 25 en 2017.
- Skye a été en compétition dans la saison 11 de Big Brother, du 1re au 80e jour.

## En Roumanie (2015, 2022)
La version roumaine s'intitule Sunt celebru, scoate-mă de aici!.

### Saison 1 (2015)
La saison 1 est diffusée du 18 février 2015 au 8 mars 2015 sur la chaîne Pro TV.
| Candidat           | Occupation                      | Arrivée | Départ  | Statut    |
| ------------------ | ------------------------------- | ------- | ------- | --------- |
| Cătălin Moroșanu   | Boxeur                          | Jour 1  | Jour 21 | Vainqueur |
| Dorian Popa        | Acteur et chanteur              | Jour 1  | Jour 21 | Deuxième  |
| Ruby               | Chanteuse                       | Jour 1  | Jour 21 | Troisième |
| Gina Pistol        | Playmate Playboy                | Jour 1  | Jour 20 | Éliminée  |
| Luminița Nicolescu | Instructrice d'aérobie          | Jour 1  | Jour 18 | Éliminée  |
| Andreea Moldovan   | Vedette de télévision           | Jour 1  | Jour 18 | Abandon   |
| Vladimir Drăghia   | Acteur                          | Jour 7  | Jour 17 | Éliminé   |
| Alina Plugaru      | Ancienne actrice pornographique | Jour 3  | Jour 16 | Éliminée  |
| Elena Lasconi      | Animatrice de télévision        | Jour 1  | Jour 14 | Éliminée  |
| Elena Merişoreanu  | Chanteuse                       | Jour 1  | Jour 13 | Éliminée  |
| Gabi Jugaru        | Animateur de télévision         | Jour 3  | Jour 12 | Abandon   |
| Mihai Trăistariu   | Chanteur Pop                    | Jour 1  | Jour 11 | Abandon   |
| Pacha Man          | Chanteur reggae et rappeur      | Jour 1  | Jour 6  | Abandon   |

### Saison 2 (2022)
Elle est diffusée du 4 septembre au 24 novembre 2022.
| Candidat                     | Occupation                                     | Arrivée épisode | Départ épisode | Statut    |
| ---------------------------- | ---------------------------------------------- | --------------- | -------------- | --------- |
| Anisia Gafton                | Actrice et comique                             | 1               | 26             | Vainqueur |
| Giani Kiriță                 | Ancien footballeur                             | 1               | 26             | Deuxième  |
| Levent Sali                  | Acteur                                         | 19              | 26             | Troisième |
| Radu Vlăduț                  | Instructeur aéronautique                       | 13              | 25             | Éliminé   |
| Cristian Mitrea              | Joueur d'Arts martiaux mixtes                  | 1               | 24             | Éliminé   |
| Roxana Nemes                 | Chanteuse                                      | 19              | 23             | Éliminée  |
| Andreea Ioana Moldovan "AMI" | Chanteuse                                      | 5               | 22             | Éliminée  |
| Ioana Filimon                | Mannequin                                      | 13              | 20             | Éliminée  |
| Bia Khalifa                  | Chanteuse et créatrice de contenue pour adulte | 1               | 18             | Abandon   |
| Roxana Erdei                 | Influenceuse                                   | 1               | 16             | Abandon   |
| Tania Popa                   | Actrice                                        | 1               | 14             | Éliminée  |
| Lidia Buble                  | Chanteuse                                      | 1               | 12             | Éliminée  |
| Mara Bănică                  | Journaliste                                    | 1               | 10             | Éliminée  |
| Alexandru Bogdan             | Acteur                                         | 1               | 10             | Abandon   |
| Salvo Lo Castro              | Chef cuisinier                                 | 5               | 8              | Éliminé   |
| Răzvan Botezatu              | Influenceur et animateur de télévision         | 1               | 8              | Abandon   |
| Cornel Palade                | Acteur de comédie                              | 1               | 6              | Éliminé   |
| Paul Octavian Diaconescu     | Acteur                                         | 1               | 3              | Éliminé   |

## En Russie (2021-)
L'émission s'intitule Звёзды в Африке. Le tournage a lieu dans la province du Limpopo en Afrique du Sud. L'émission est présenté par Olga Buzova et Mikhail Galustyan.

### Saison 1 (2021)
Les participants sont: Aiza, Anna Khilkevich, Victoria Bonya, Vicky Odintsova, Mitya Fomin, Svetlana Permyakova, Stas Yarushin, Andrey Gaidulyan, Vyacheslav Malafeev et Alexey Yagudin, Mikhail Bashkatov.
La saison 1 est remporté par le footballeur Vyacheslav Malafeev.

## Au Mexique
L'émission s'intitule Soy famoso ¡sácame de aquí!, et est animé par Horacio Villalobos et Atala Sarmiento.

## Au Québec (2023)
L'émission est diffusée à l'hiver 2023 sur la chaîne TVA.